# 유럽의 역사

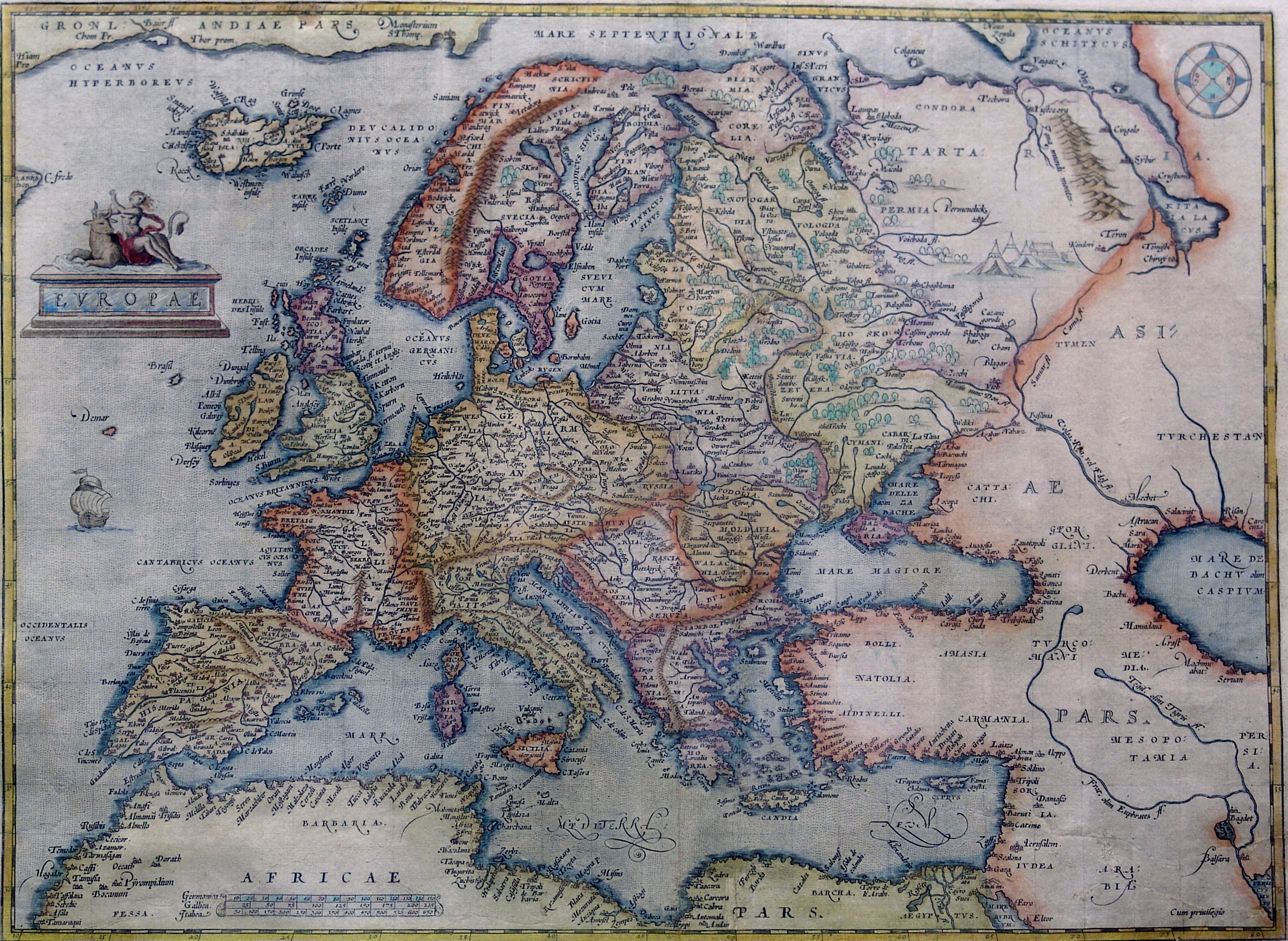
1595년 지도 제작자 아브라함 오르텔리우스가 그린 유럽

유럽의 역사 또는 유럽사는 선사 시대부터 현대까지 유럽에 거주한 많은 민족에 대해 다룬다. 신석기 시대와 인도유럽어족 언어를 사용하는 부족의 이동 기간 동안 유럽 대륙에는 동쪽과 동남쪽으로부터 인간이 유입되었고, 중요한 문화적, 물질적 교류가 발생하였다. 고전 고대로 알려진 시기는 고대 그리스 도시 국가의 발생과 함께 시작되었고, 이후 로마 제국이 지중해 지역을 지배하게 되었다.
기원후 476년 서로마 제국의 멸망으로 중세가 시작되었다. 15세기가 시작되면서 지식의 르네상스는 과학과 신학에 대한 전통적인 견해에 도전하였다. 동시에 종교 개혁으로 독일, 스칸디나비아, 영국에 개신교회가 세워졌다.
1800년 이후, 산업 혁명은 영국과 서유럽에 번영을 가져다 주었고, 패권국들은 아메리카와 아프리카 대부분의 지역과 아시아의 일부 지역에 식민지를 건설하였다. 20세기에는 제1차 세계 대전과 제2차 세계 대전으로 대량 살상이 발생하였고, 1945년부터 1991년까지 냉전은 유럽의 지정학을 지배하였다.

## 고대

### 고대 그리스

#### 페르시아 전쟁
| 아테나이스파르타밀레토스 (이오니아)포카이아 (이오니아)히오스 섬 (이오니아)사모스 섬 (이오니아)델로스 섬 (이오니아)마라톤 전투테르모필레 전투살라미스 해전마케도니아동부 트라키아서부 트라키아헬레스폰토스 해협 · ·다르다넬스 해협아이고스포타모이 해전class=notpageimage\| 기원전 5세기의 고대 그리스의 위치지도 |

기원전 6세기 후반에 인더스강까지 이르는 오리엔트의 대영역을 정복한 아케메네스조 페르시아는 서쪽로는 소아시아 반도 전역을 지배하여 연안의 그리스 여러 폴리스까지도 무차별적으로 예속시켰고, 에게해의 섬들까지도 지배하였다. 페르시아의 침입에 즉시 이오니아의 폴리스가 반항, 이것을 페르시아의 사트라프가 무력 진압한 것이 소위 제1차 전쟁이다. 이 때까지 페르시아는 아직 그리스 본토에 진공할 의도는 없었으며, 트라키아 방면을 보안하려는 것에 불과하였다.
이오니아는 아테네 등 본토의 원조에 의지하여 반항을 그치지 않았고 2년 후 또다시 적은 대군을 몰아 내습하여 이번에는 에게해를 횡단하여 바로 본토에 상륙하여 제2차 전쟁이 일어났다.(B.C 490) 결전장은 아티카 해안의 마라톤 평원이었으며, 이를 요격한 아테네 중무장병의 분전은 맹렬하여 스파르타의 원조 없이 마침내 적의 대군을 상륙 지점으로 격퇴시켰다. (마라톤 전투) 페르시아의 기병, 궁병에 대해 잘 통제된 밀집 보병대의 백병전이 얼마나 위력이 있는가를 철저히 보여준 싸움이었다.
페르시아 측에서는 더욱이 대규모의 재차 원정을 기도했지만, 이후 사트라프의 반란, 왕의 교체 등으로 인해 10년간 원정을 실행할 수 없었다. 이 사이에 아테네는 시간을 활용, 테미스토클레스의 노력에 의해, 대함대를 건조하는 등 충분한 준비를 하고 기다렸다. 기원전 480년 대왕 크세르크세스가 직접 출전해 제3차 전쟁이 개막되었다. 대군은 육로를 우회하여 북쪽에서 그리스에 침입, 테르모필레의 험준한 곳을 수비하고 있던 스파르타군은 선전했으나 왕을 비롯한 전원이 전멸했다. 마침내 아테네도 점령되고 아크로폴리스도 불타버렸다. 그러나 여기서 뜻하지 않은 사태가 일어났다. 1천 척에 이르는 페르시아 대함대가 하필이면 살라미스 해협의 좁은 수로에서 그리스 함대의 방해에 의해 대혼란을 일으켜 궤멸해 버린 것이다. (살라미스 해전) 정신을 잃어버린 적왕이 그 때문에 작전을 포기하여 이 해전은 결정적인 전기가 되었다. 그 후 육지에서도 기원전 479년의 플라타이아이 전투에서 페르시아군은 완패하였다. 이리하여 동서 전쟁은 그리스 연합의 대승리로 끝났다.

#### 델로스 동맹

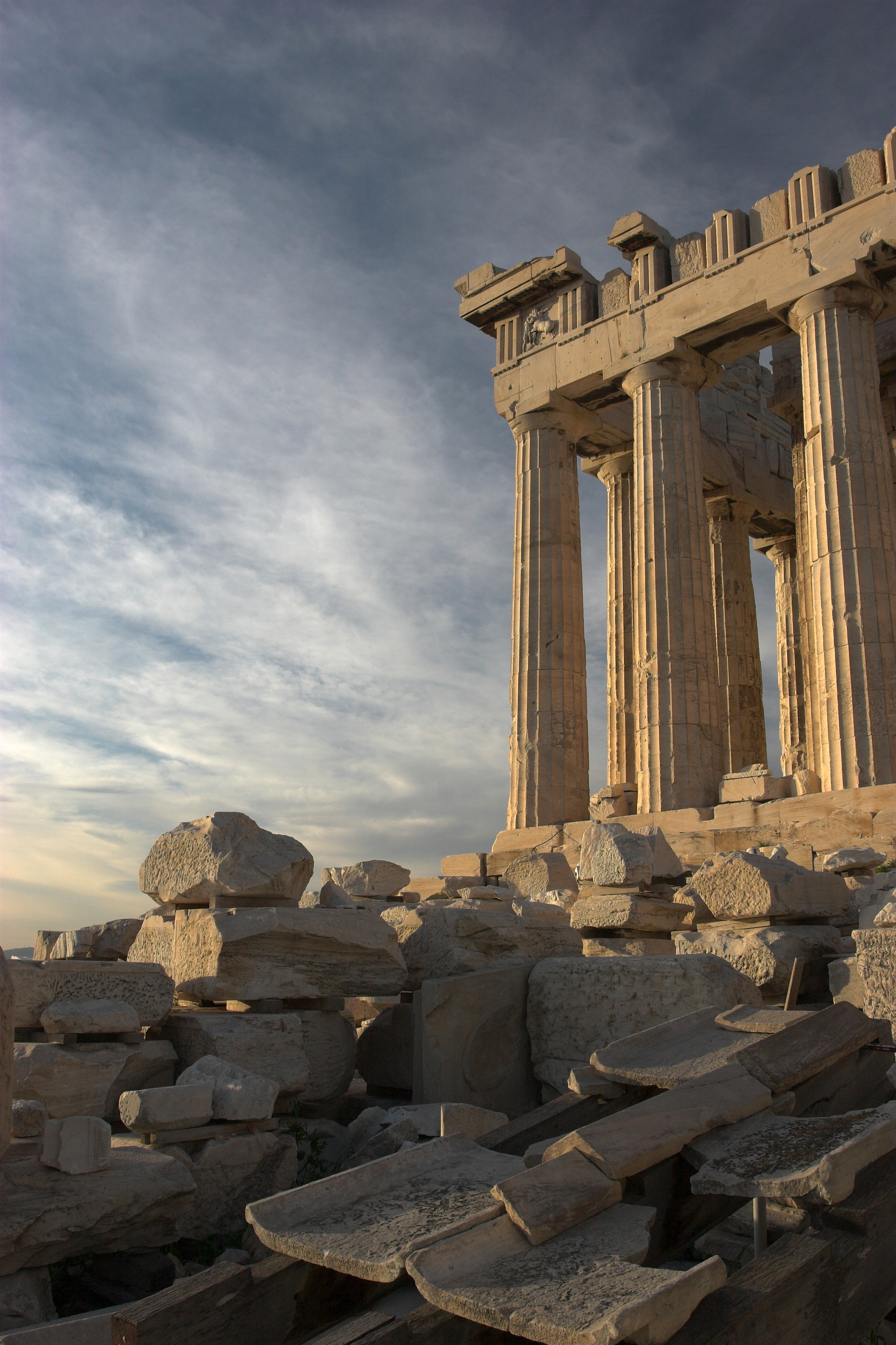
아테네의 패권이 절정에 달한 때에 세워진 파르테논 신전.

페르시아의 재습격에 대비할 것을 명분으로 하여 기원전 477년의 봄, 아테네를 맹주로 이오니아나 아이올리스, 에게해의 여러 섬에 있는 폴리스가 가맹하여 델로스 동맹이 결성되었다. 이 목적을 위해서 가맹 각국은 군함과 수병을 제공하든가 공부금(貢賦金)으로 대납하든가 하는 의무를 졌다. 많은 가맹국은 안일을 구하여 후자를 택했으므로 결국 아테네가 이들 동맹군 자금을 사용하여 군비를 부담하여 아테네의 무력은 한층 더 강대해졌다. 공부금의 사정이나 징수하는 ‘동맹 재무위원’이 아테네 시민에서만 선출하도록 되어 있던 예에서도 볼 수 있듯 원래 아테네가 주도하는 체제였지만 처음에는 명칭대로 에게해 중앙의 델로스섬에 있던 동맹금고를 기원전 454년에 아테네에 옮기고서는 아테네는 이를 더욱 노골적으로 사유화하였다.
기원전 449년 봄 ‘카리아스(Carias)의 평화’가 성립하여 페르시아 전쟁이 정식으로 종결했음에도 불구하고 억지로 끌어가는 아테네에 의해 동맹은 해산되지 않았고, 동맹 기금이 아테네 시민의 구휼이나 여러 공무 일당, 국영 건축에 유용되기 시작하였다. 동시에 동맹 각국에 대한 내정 간섭이나 강제, 재판 자치권의 침해 등, 동맹은 아테네 제국주의의 도구로 변해갔다. 그리하여 이 ‘안보 체제’에서 이탈하려는 폴리스가 차츰 증가하고, 스파르타를 중심으로한 반(反)아테네적인 펠로폰네소스 동맹이 그것에 얽히어, 양자의 대립은 펠로폰네소스 전쟁을 일으키기에 이른다.

#### 폴리스의 쇠퇴

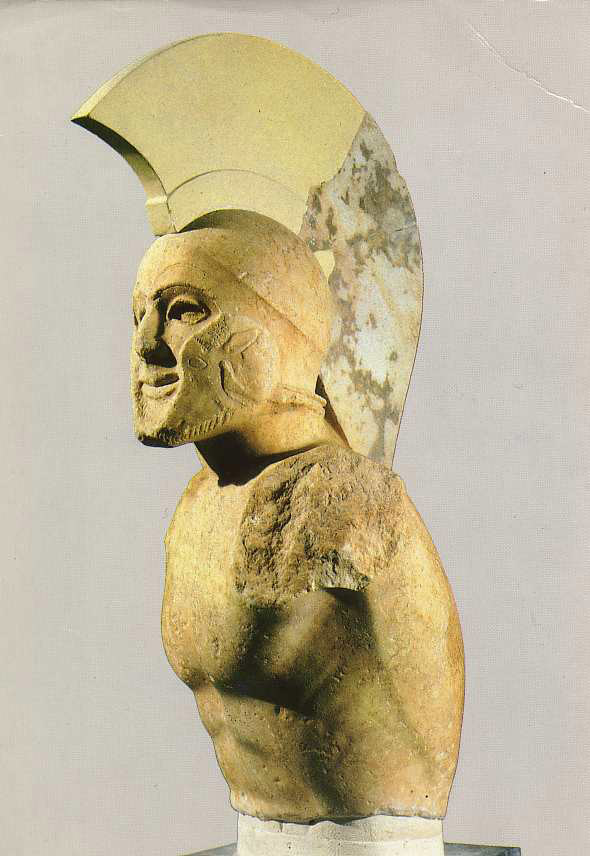
호플리테스, 스파르타, 5세기 초

기원전 431년, 이제까지 대립만을 지켜오던 아테네 맹주의 델로스 동맹과 스파르타 맹주의 펠로폰네소스 동맹이 펠로폰네소스 전쟁을 일어났다. 아테네는 개전했을 때 우세했으면서도 2년 후 페스트가 유행하고, 유능한 지도자 페리클레스를 잃어 전세가 역전되었다. 아테네는 국부적인 승리에 따라 강화를 맺을 기회가 있었으면서도 모두 놓쳤으며, 기원전 404년 스파르타에 항복하였다. 폴리스 세계의 정정(政情) 불안과 모든 모순이 일시에 드러나서 또다시 전쟁을 초래었으며, 에파메이논다스의 새로운 전법에 의한 밀집 진형이 효과를 발휘하여 기원전 371년 레우크트라의 일전으로 그리스의 패권은 테베로 옮겨졌다.
이미 펠로폰네소스 전쟁 중에 스파르타는 자기 함대의 급양 자금을 페르시아에서 원조받는(기원전 412년 여름의 원조조약), 그리스 민족에 대한 배반 행위를 하면서 전쟁을 했는데, 폴리스 세계는 페르시아에 의해 얕보여 이 때부터 금력에 의한 페르시아의 내란 개입이라는 간단하지 않은 사태가 일어났다. 전란에 의한 토지의 황폐와 집중, 중산 시민의 몰락, 끝없는 정쟁과 망명의 반복――이들은 폴리스의 시민사회를 근저로부터 파헤쳐버려 시민군(市民軍) 체제의 붕괴를 초래하게 되지만――이와 같은 사태는 따로 임금을 목적으로 하는 용병(돈받고 일하는 군인)들을 대량으로 만들어 냈다. 크세노폰의 아나바시스 등에서 볼 수 있듯이 그들은 필요에 따라 어느 곳에서나 싸웠으며, 페르시아의 왕이나 사트라프에게도 사용되는 자가 부지기수였다. 페르시아로서는 폴리스 세계의 분열 항쟁만이 목적이었으며, 그렇기 때문에 한쪽에서는 스파르타와 통하고, 동시에 아테네, 테베를 원조하여  예를 들면 코린트 전쟁과 같은 폴리스 사이의 전란을 조장하고, 그 결과인 ‘안탈키다스 화평 조약’에 있어서는 페르시아 대왕의 칙명에 그리스인끼리의 전투가 정전되기까지 하였다. 그 결과 소아시아 연안의 그리스의 여러 폴리스는 완전히 페르시아 영토화가 되었다.

### 헬레니즘 시대

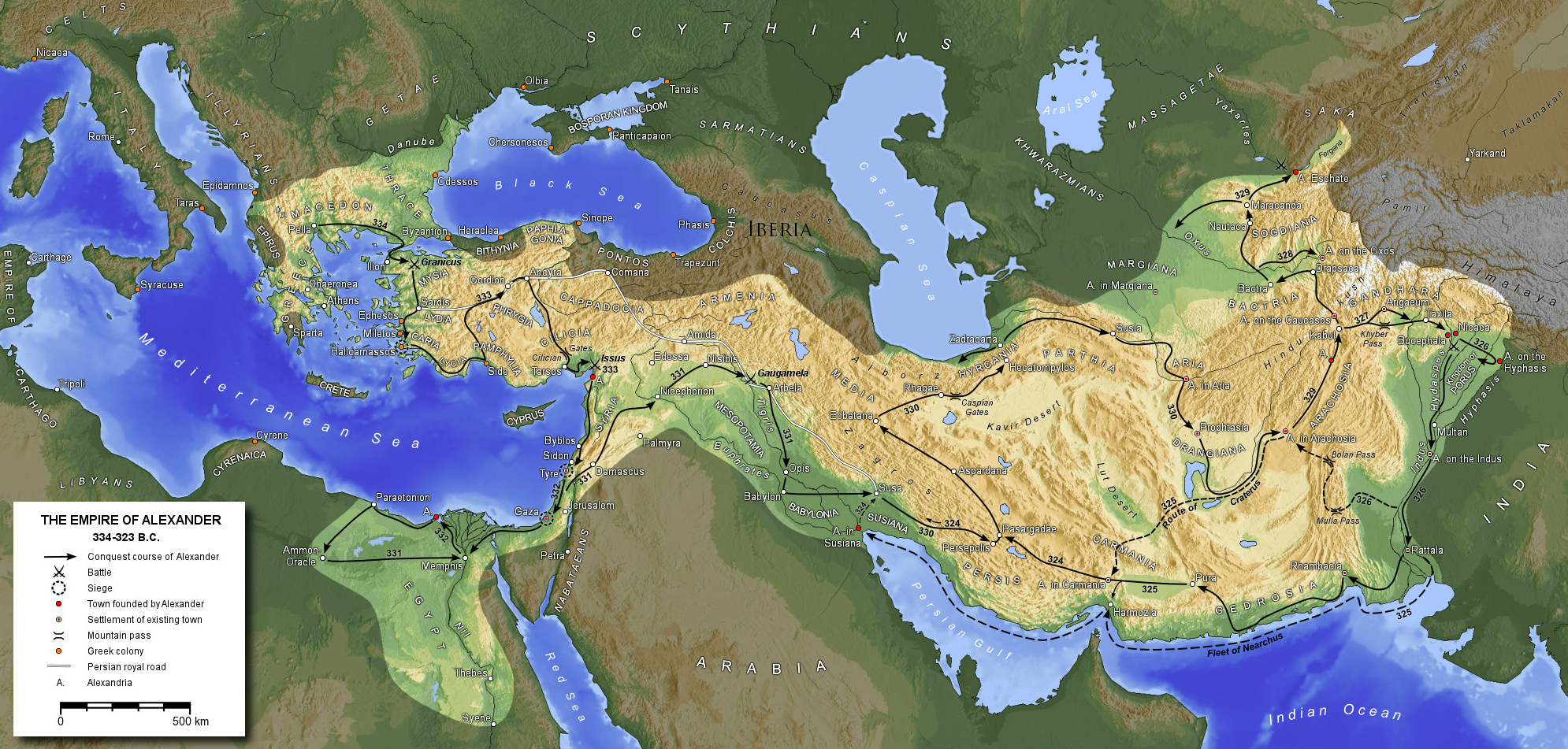
알렉산드로스 제국(마케도니아 제국)의 영토

기원전 338년 카이로네이아 전투에서 승리한 마케도니아의 왕 필리포스 2세는 중앙부의 코린트에 스파르타를 제외한 전역, 그리고 여러 섬들의 모든 폴리스에서 대표를 소집하여, 폴리스의 독립, 자유, 불가침, 정체(正體), 사유 재산, 대차 관계의 현상태 유지를 약속하고 참가한 모든 폴리스의 연맹을 결성하여, 스스로 동맹의 외부에서 연맹 의결 사항의 집행자가 되었다. 다음해 기원전 337년 제2회 총회에서 연맹의 대(對) 페르시아 보복전을 결의, 동시에 마케도니아 왕은 각 폴리스가 분담 파견한 연맹군 전체의 절대 통수권자로 임명되었다. 다음해 봄 선견 부대를 소아시아로 진군시켰으나 필리포스 2세가 암살되어 알렉산드로스 3세가 왕위에 등극하였다.
부왕의 유지를 이어받은 알렉산더 휘하의 마케도니아·그리스 연맹군 3만 5천 명은 기원전 334년 이른 봄 소아시아에 출격하였다. 최초의 전투인 그라니코스 전투에서 알렉산드로스는 거의 전사할 뻔한 위기를 겪었다. 다음해 가을 이수스의 결전에서 처음으로 적왕(敵王) 다리우스 3세와 상면하였다. 양군 모두 정찰대를 내지 않았고 한눈에 볼 수 없는 험로에서 갑자기 맞부딪쳤기 때문에 대병력이 도리어 장애였다. 적은 혼란중에 패해 달아났으며 왕후와 왕자들이 포로로 잡혔다. 알렉산더는 다리우스를 계속 쫓지 않고 페니키아 해안을 하나하나 진압하여 기원전 332년에 이집트를 점령하고, 기원전 331년에 알렉산드리아를 건설하였다. 기원전 331년 이른 봄, 다리우스와 자웅을 다투려고 다시 북상, 10월 1일 가우가멜라에서 결전이 이루어졌다. 알렉산더 대왕은 다음 해 겨울, 다리우스의 페르세폴리스 궁전에 불을 질러 전쟁이 완료했음을 증거로 삼고, 적의 수도 엑바타나에 입성, 거기서 연맹군을 해산시켰다.

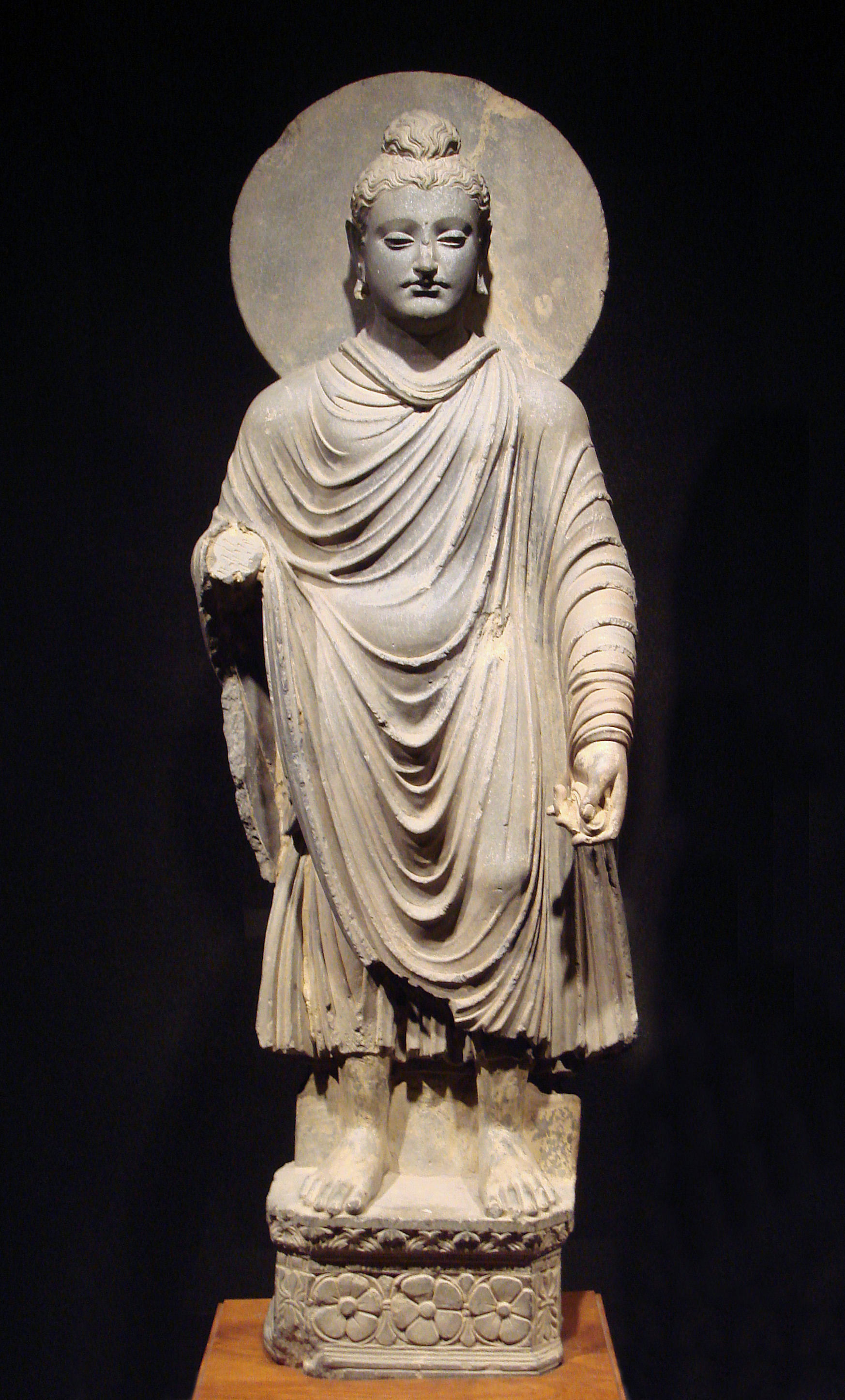
그리스 미술의 영향을 받은 간다라 미술

대왕은 새로 고참 정병(精兵), 종군 희망자, 현지민 징모병 등으로 군대를 다시 편성하여 아케메네스 왕조의 유령(遺領)을 평정한다는 새로운 목적을 갖고 다시 진군을 개시했다. 7월 1일 다리우스 3세가 박트리아에서 베수스에게 암살되었다. 정로(征路) 요지에 수많은 알렉산드리아를 건설하고 군대는 황량한 지역을 전전(轉戰)하면서, 3년 동안 일단 유령의 동북 지역 평정을 완료했다. 기원전 327년 초여름 인더스강 방면에 작전 개시하여, 완고한 적 파우라바 토후의 항복을 받았으나 히파시스강 선에서 휘하 장병 모두가 이 이상의 동진에 반대하여 대왕은 부득이 군대를 되돌렸으며, 결국 인더스강이 그의 제국 동쪽 한계가 되었다. 기원전 323년 봄, 대왕은 제국의 수도 바빌론으로 돌아갔으나 돌연 열병에 걸려 동년 6월 13일 급서하였다.
알렉산더 대왕의 급사에 따라 그의 대제국은 삽시간에 대혼란 속에 빠지고 분열의 위기에 처하게 됐다. 즉 마케도니아의 장군들은 모두가 놀라운 정력적 야심가들로서, 각기 후계자, 즉 디아도코이라고 주장하여 엘렉산더의 이복 동생인 필리포스 3세나 유일한 자식인 알렉산더 4세의 포섭에 열을 올렸고, 또한 제국의 유토(遺土) 쟁탈을 위해 서로 할거하면서 왕을 자칭하여, 대왕이 죽은 후의 40년 동안은 안정될 줄 모르는 상쟁과 흥망의 역사가 되풀이되었다. 이 후계자 전쟁으로 말미암아 알렉산더 왕통은 덧없이 단절되고, 여러 장수들도 또한 도태되어서, 최후에 남은 것이 안티고노스 가의 마케도니아, 셀레우코스 가의 시리아, 프톨레마이오스 가의 이집트였다. 세 왕국은 전력을 기울인 무력항쟁으로 지새웠는데 기원전 200년 전후부터 이 항쟁에 로마가 개입하여 세 왕국을 차례로 정복하였다.

### 고대 로마

#### 로마 공화정

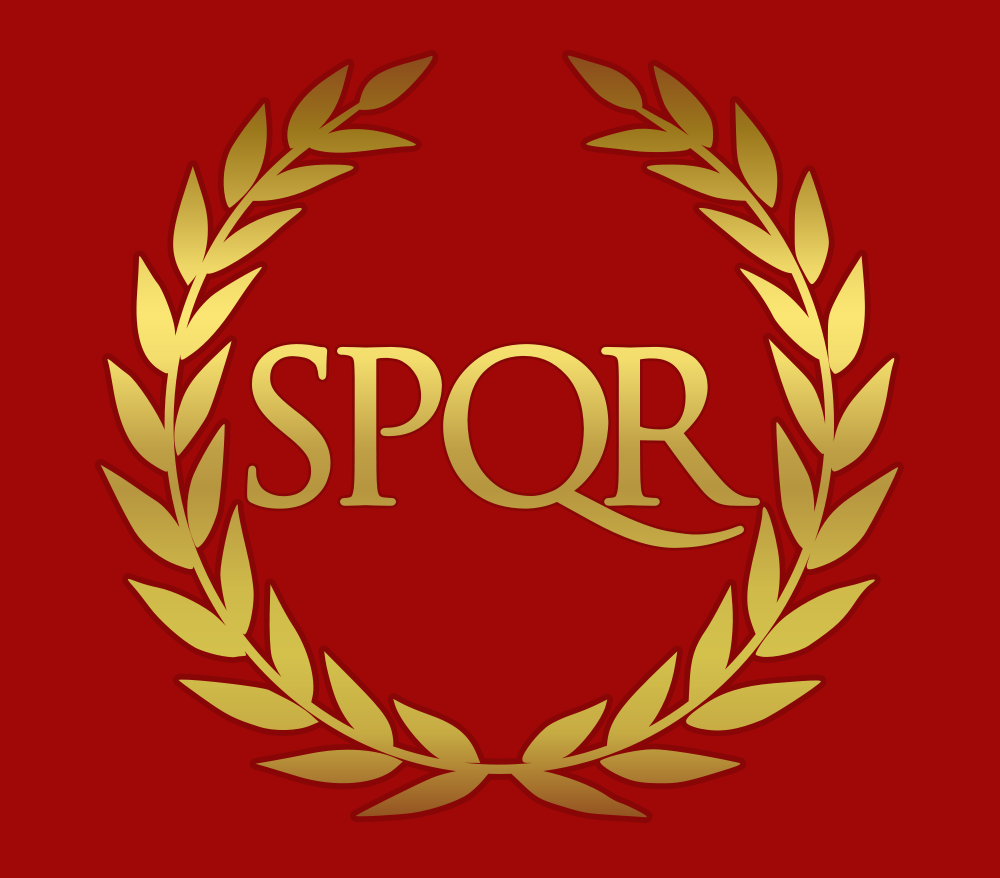
SPQR는 "로마의 원로원과 인민"을 뜻하며, 로마 정부의 공식 표어였다.

기원전 6세기 말 왕을 에트루리아로 쫓아버린 로마 귀족들은 공화정을 수립하였다. 귀족 지배는 평민의 투쟁에 의해 여러 차례 위기에 처했었지만, 원로원의 지도하에 타협하여 결국은 귀족 지배를 강화하는 데 성공하였다. 한편 밖으로 눈을 돌리면 기원전 5세기에서 기원전 4세기에 에트루리아의 세력은 여전히 강하였으며, 또 아펜니노산맥의 아에퀴인, 볼스키인의 평지 진출도 격심하였다. 기원전 5세기의 로마는 방어전에 힘쓰다가 5세기 말에 이르러 공세로 전환했으나 그 직후 갈리아인으로부터 큰 타격을 받았다. 갈리아인으로부터의 타격과 신분 투쟁을 수습하게 되자 기원전 4세기 후반에 라티움의 도시들과 싸워 이들을 굴복시켰으나 단순한 종속은 아니었다. 로마가 삼니움, 에트루리아, 남이탈리아에 세력을 확장할 때 라티움의 도시들이 공동 출병하고, 정복한 도시들로부터 빼앗은 영역에, 역시 공동으로 ‘라틴인 식민시’를 세웠다.
제1차 포에니 전쟁에 의해서 최초의 해외령인 시칠리아섬을 얻음으로써 로마의 국정이 크게 변화했다. 카르타고의 명장 한니발 때문에 몇 번이나 위기에 직면한 제2차 포에니 전쟁을 치르고 난 뒤부터는 본격적인 지중해 진출이 시작된다. 마케도니아를 격파하고 그리스를 보호함으로써 동지중해를 석권했지만 로마의 내부에는 위험한 조건이 쌓이고 있었다. 하나는 전쟁 노예의 유입(流入)과 토지 겸병(兼倂)에 의한 대농장 경영이 진전하여, 로마를 뒷받침하여 왔던 중장보병인 자유농민이 격감한 것이다. 또 하나는 이에 대한 해결책을 싸고 지배층 사이에서 의견이 대립한 것이다. 그라쿠스 형제의 개혁은 사회 문제에는 유효했으나 정치적으로는 내란을 유발하였다.

#### 로마 제정

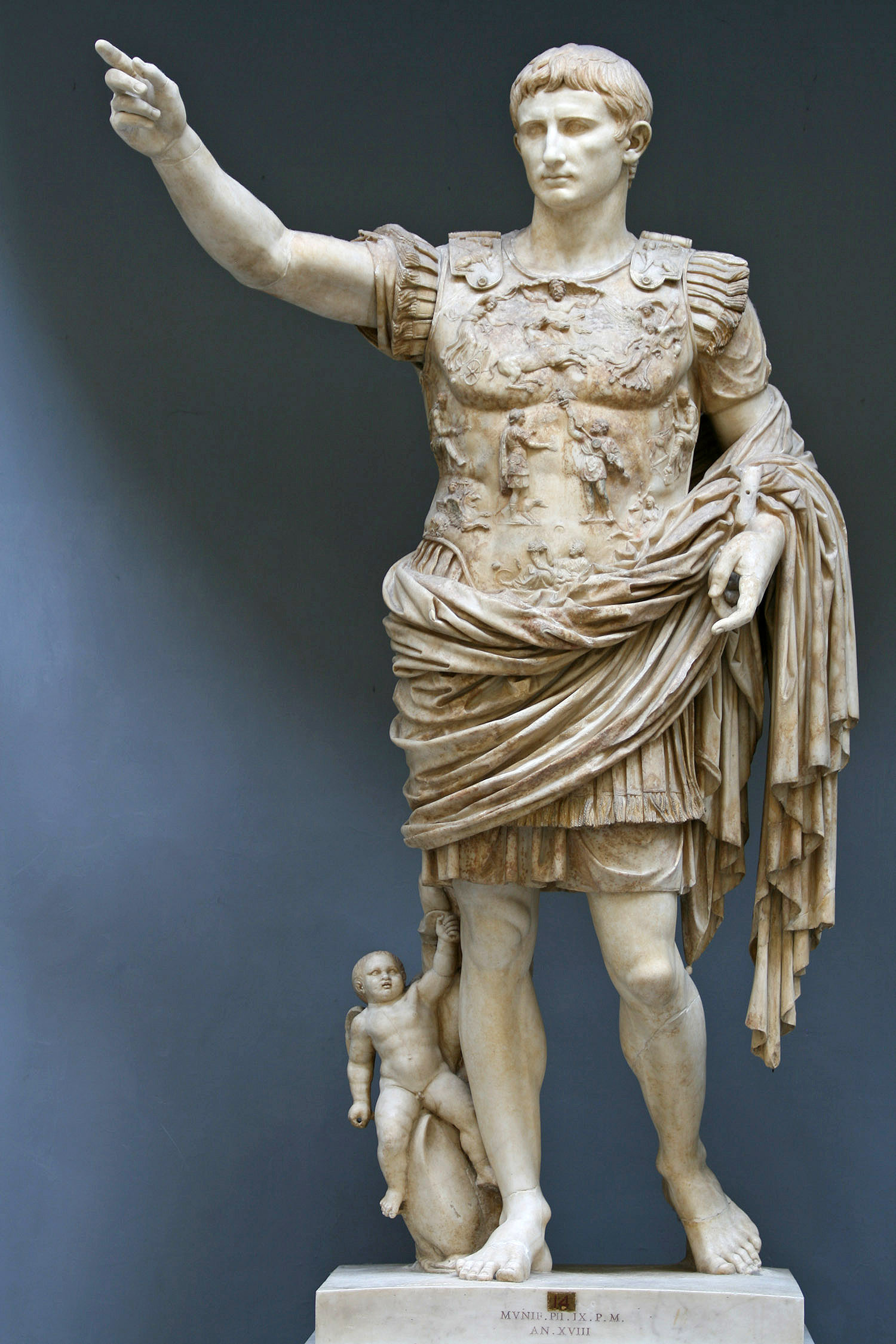
로마의 초대 황제 아우구스투스

그라쿠스 형제의 개혁 후에, 속주에서의 반란, 이탈리아의 노예 반란, 동맹시 전쟁(전 91-전 88) 등 로마의 계속되는 위기는, 자비로 군대를 편성한 유력자들에 의해 극복되었으나 그들의 군사력은 외부의 적뿐만 아니라 국내로까지 향하였다. 정계의 대립이 무력으로 해결하게 되어 내란의 위험은 오히려 강해진 한편 지금까지 국정을 담당했던 특권적 지배층은 국가의 이익보다도 그 특권을 중시하는 보수 세력인 원로원파가 되고 있었다. 실력자들도 이와 정면으로 대결하기를 피하고, 민중파가 되어 국가 제도에서 최고의 권위를 가진 민회의 결의를 무기로 원로원파에 대항하였다. 종신 독재관에 오른 카이사르는 공화주의자에 의해 암살되었나, 그 정책은 양자인 옥타비아누스에 의해서 추진되었다.
악티움 해전에서 승리하고 로마에 개선한 옥타비아누스는 그가 주장해 온 ‘공화정의 재건’에 착수하였다. 그는 내란 평정을 위한 전권을 반납하고, 원로원에서 첫째 자리인 프린켑스(Princeps)의 지위와, 아우구스투스(Augustus)라고 하는 칭호를 받았을 뿐 표면상으로는 집정관에 연속 취임하는 것까지 사퇴했다. 호민관에는 취임하지 않았으나, 호민관의 직권을 얻어서 민회에서의 입법을 지배하고. 마찬가지로 프로콘술(Proconsul, 대리 집정관)의 직권에 의해서 많은 속주를 관리하였다. 이만한 권력 집중도 결국은 군사력과 경제력의 덕분이었다. 옥타비아누스는 수도의 근위병 9천 명, 속주군 30만 명을 움직였고, 또한 그가 관리하는 속주로부터의 수입을 국고(國庫)가 아닌 원수금고(元首金庫)에 넣었다. 이러한 지배 체제가 존속한 것은 종래의 특권을 인정하여 노빌레스(Nobile)를, 최대 규모의 식민으로 병사를, 실무에서의 수입으로 에퀴테스(Equites)를, 그리고 평화로 모든 사람들을 이끌었기 때문이었다.
1세기에서 3세기는 아우구스투스의 지배에서 5현제(五賢帝)에 이르는 시기로, 로마는 로마의 평화(Pax Romana)로 불리는 시기를 맞이하였다 이 동안에 제국 내의 평화는 최대로 유지되었고, 로마식 도시가 건설되어 속주의 로마화가 추진되었으며, 지중해 세계의 문화적·경제적 통일이 달성되어 여기에 로마의 세계 시민 정신이 출현하였다. 한편 이 시대는 또한 노예의 공급이 대체로 한계에 달하여 차츰 감소되었고, 그 위에 빈번한 노예 반란으로 인하여 노예제 농업을 시행함에 있어 많은 난관이 드러났다. 2세기 후반, 5현제 최후의 마르쿠스 아우렐리우스 황제 이래 이민족과의 전쟁을 위한 군사력 강화의 결과로 각지의 군단 세력이 증대하여, 3세기에 50년간에 걸쳐 군인 황제의 시대가 도래하였다.
디오클레티아누스는 분치제(分治制)에 의해 유력자의 내분을 막고, 갈리아의 바가우다에의 난, 이집트의 반란을 진압하고, 또 다뉴브·라인 방면, 페르시아 전선의 수비를 견고히 하고, 제국의 새로운 편성에 착수했다. 전국의 12관구 밑에 속주를 두고, 각 속주에 총독과 군사령관을 파견하고, 72개의 군단은, 현지에 정착하는 변방군과 전제군주 직속의 야전군으로 재편하였다. 세금을 확보하기 위해 코로누스(직접 경작자)의 이주를 금하고, 세금징수원인 참사회원을 세습제로 했다. 디오클레티아누스는 도미누수(전제군주)로서 제국을 재건하였고, 그리하여 절대 권력자가 인민을 신하로 지배하는 도미나스(전제 군주정)가 제국의 체제로 되었다.
한편 기원 1세기에 유대교로부터 분리, 생성한 그리스도교는 사도(使徒)들에 의하여 로마 제국에 전파되기 시작하였다. 297년의 마니교 금지에 이어, 303년 디오클레티아누스는 그리스도교의 박해를 명령했다. 그것은 전통적 다신교에 의해 제국 국민의 정신적 결속을 시도한 것인데, 이미 제국에 뿌리박은 그리스도교에의 결정적 타격은 되지 못하여, 박해정책의 추진자인 갈레리우스 자신이 311년 조건부 관용령을 내리고 다시 콘스탄티누스는  313년에 전면적인 관용령인 밀라노 칙령을 내려 신앙과 교단 결성의 자유를 인정하고, 교도의 복권, 몰수 재산의 반환을 규정하였다.

#### 분열
테오도시우스 황제의 사후, 395년에 장자 아르카디우스(동로마 제국), 차남 호노리우스(서로마 제국)가 제국을 분할 통치한 이래, 서로마 제국의 몰락은 급속화하였다. 로마는 알라리크가 지휘하는 서고트족(410)과 가이세리크 휘하의 반달족(495)에 점령되고, 이 동안 서로마 제국을 지킨 것은 ‘게르만 민족’ 출신의 사람(반달인 스틸리코, 서고트인 리키메르 등)이었다. 서로마 제국의 실권을 장악한 리키메르가 세 사람의 전제군주(마요리아누스·리비우스세베루스, 안테미우스)를 차례로 죽인 후에 네포스가 일어났으나 오레스테스에게 폐위당하고, 다음의 로물루스 아우구스툴루스(오레스테스의 아들)는 476년, 오도아케르에게 페위되어 서로마 제국은 멸망했다

## 중세

### 고대 후기
한때 지중해를 ‘우리의 바다’라 호언하던 로마도 3세기 말에 이르자, 디오클레티아누스 황제의 필사적인 재건 개혁도 헛되이 쇠퇴 일로를 걸었다. 인구는 감소되고 경제는 굳어 실물(實物) 경제화했으며, 토지는 일부 대토지 소유자에 독점되어 자유 농민과 중간층은 몰락하였다. 뿐만 아니라 왕년에 막강함을 자랑하던 로마군이 게르만 용병으로 채워져 무력화(無力化)하고, 마침내는 475년 서고트족이 동로마의 국경을 침입하자 사상 유례가 드문 일대 민족 이동을 유발하고 말았다. 제일 먼저 국경을 침입한 서고트족은 아드리아노플 전투에서 동로마군을 격파, 콘스탄티노플을 위협했고 서진하여 서로마군을 격퇴, 이탈리아 반도로 남하했다. 이리하여 410년 ‘영원의 도시’ 로마가 함락되고 잇따라 게르만의 여러 부족들이 로마의 다른 영토를 유린하였다. 게르만 민족 이동의 결과, 서유럽에는 서고트 왕국(에스파냐), 동고트·롬바르드 왕국(이탈리아), 반달 왕국(아프리카 북안), 부르군트 왕국(남프랑스), 앵글로색슨 왕국(영국) 등 여러 나라가 건국되었다. 동유럽에는 게르만보다 조금 늦게 슬라브족의 대이동이 시작되어 동로마 제국 영토를 위협하였으나, 6세기 초에 즉위한 유스티니아누스 대제가 이를 막았다. 대제는 로마 제국의 재건을 꿈꾸어 한때 이탈리아는 물론 에스파냐, 북아프리카 등 옛 로마의 영토를 탈환하였고, 안으로는 로마법을 집대성, 유스티니아누스 법전을 편찬하여 법제사상 큰 영향을 끼쳤다. 그 이후 동로마 제국의 영토는 다시 동부 지중해 연안 지역으로 줄어들지만 15세기까지 계속된 제국은 줄곧 서유럽과 중동아시아를 잇는 사이에 자리하여 문화적으로 중개역을 담당하였으며, 그리스와 동방의 문화적 전통을 융화, 계승하여 화려한 비잔틴 문화를 이룩하였다.

### 중세 초기

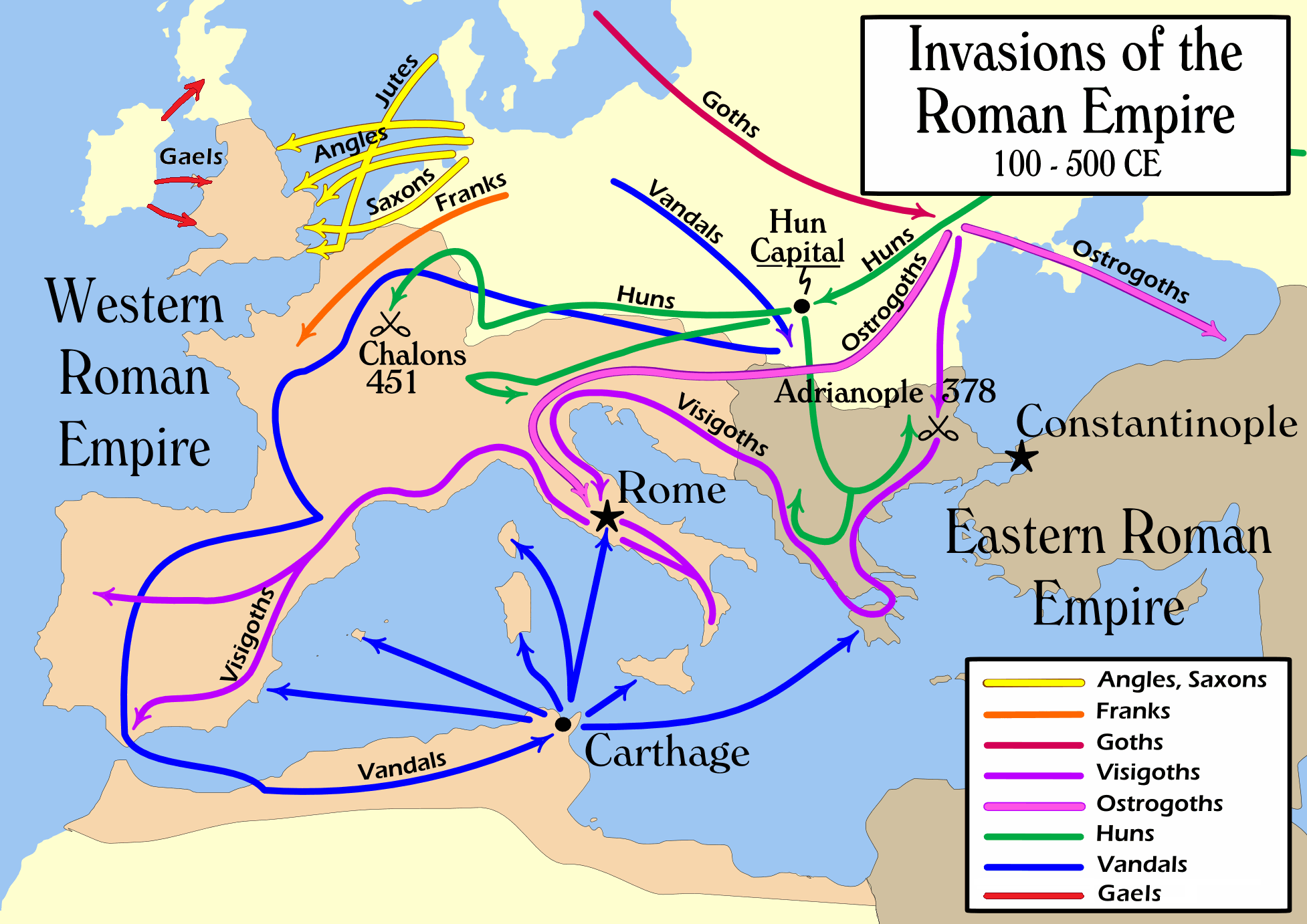
민족 대이동

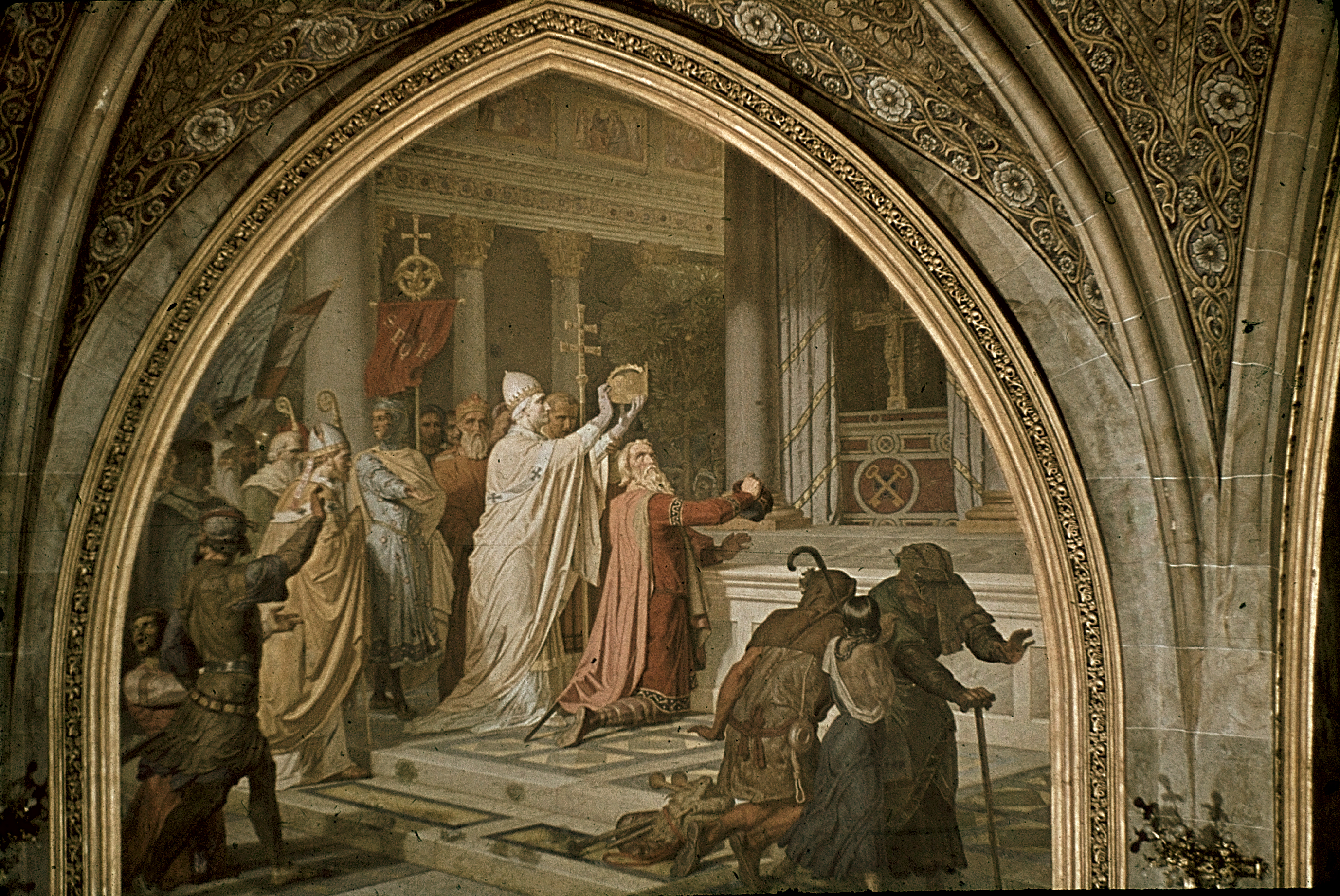
카롤루스에게 황제관을 씌워주는 레오 3세

4세기 이래 각지에 이동한 게르만족은 앵글로색슨족이나 서고트족 등을 제외하고는, 대부분 프랑크 왕국이나 동로마 제국의 치하에 흡수되었다. 프랑크 왕국에서는 카를 마르텔의 사라센 제국의 격퇴로 궁재(宮宰)의 힘이 강대해졌으나, 8세기에는 피핀에 의해서 카롤링거 왕조가 성립되었다. 이 무렵 프랑크 왕국은 로마 교황과의 유대를 강화하기 시작했으나, 교황 또한 그리스 교회와 대항하기 위해 세속 군주와의 유대를 바라고 있었다. 여기서 프랑크 왕국에서는 봉건제의 기반이 성립되기 시작함과 동시에, 중세에 있어서의 교황과 군주와의 제휴, 상호 이용이 전개되었다. 동로마 제국은 유스티니아누스 황제 시대의 번영의 뒤를 이어, 6세기 말부터 슬라브족의 발칸에의 이주와 국내의 반란에 동시에 시달렸다. 그러나 7세기 초부터 이 제국은 둔전병(屯田兵)과 군관구 제도 등을 채용하고 중앙 집권을 강화해서, 7세기 말 사라센군의 침입을 방위했다. 또한 8세기 초에는 우상숭배 문제를 계기로 하여, 로마 교회와 대립하기 시작하고, 제국은 종교적으로나 정치적으로 그리스적 국가로서의 특색을 강하게 가지게 되었다.
5~6세기까지 서유럽 외의 세계는, 사산 왕조로 대표되는 이란 문명권과, 동로마를 중심으로 한 지중해 문명권으로 형성되어 있었다. 그러나 7세기에 이슬람교가 성립되자, 종래의 여러 문명을 계승하면서도 이들의 문명권과는 다른 독자적인 문명인 이슬람 문명을 만들어냈다. 이슬림교의 교조인 무함마드는 알라의 계시를 받아, 사람들에게 알라에의 절대적 귀의를 가르쳤다. 그는 한때 메카에서 메디나로 피신하였는데, 드디어 아라비아 전부족을 통일하여 이슬람 세계 건설의 기초를 닦았다. 무함마드의 사후, 역대 칼리프는 이슬람 세계의 확립과 발전에 노력했기 때문에, 불과 1세기 동안에 동으로는 중앙아시아·인도로부터, 서로는 북아프리카·이베리아 반도에 걸치는 이슬람 제국을 건설했다. 정복사업은 그 후에도 계속되었으나 제3대 오스만 시대 무렵부터 교단 내부의 대립이 표면화되었다. 800년에 카를 대제가 교황 레오 3세로부터 로마 제국의 황제로 대관됨으로써 그 막이 열렸다. 이에 카를 대제는 교황에 의한 동로마 제국 황제의 간섭을 배제하고 로마 제국 이래의 통일 제국을 건설하였는데, 이것이 비잔틴 세계나 이슬람 세계와 구별되는 이른바 중세 유럽 세계라는 정치, 문화적 공동체였다. 카를 대제는 카롤링거 르네상스를 일으켜 민족 이동기의 쇠퇴했던 문화를 부흥시키고, 게르만·로마·그리스도교 등의 여러 요소를 융합시켜 오늘날까지도 내려오는 서유럽 공통의 출발점을 이룩하였다. 그러나 고대 이래로 교역 활동의 중심무대가 되어 온 지중해가 사라센의 수중으로 들어가게 됨으로써 서유럽 세계에서는 교환경제 사회가 자연경제 사회로 후퇴하게 되었던 까닭에, 대제의 사후에는 왕국도 분열되어 동프랑크(독일)·서프랑크(프랑스)·이탈리아 등 3국이 성립되었다. 그리고 영국에서도 색슨계의 통일 왕조가 성립되었다.
이 무렵의 유럽에서는 점차 장원제가 보급됨과 아울러 지배자와의 사이에 주종 관계가 일반화하기 시작하여 봉건제가 성립되었다. 그리고 장원의 지역적 집중이 이루어짐으로써 나중에 영주권이 강화되어 왕권과 대립하게 되었고, 따라서 지방분권화 경향을 나타냈다. 한편, 교회도 이른바 교회령을 가지게 되며, 이 무렵에는 그 권력이 세속의 영주와 다를 바 없게 됨으로써 여기서 중세의 소위 2원적 지배체제가 성립된 것이었다.

### 중세 성기

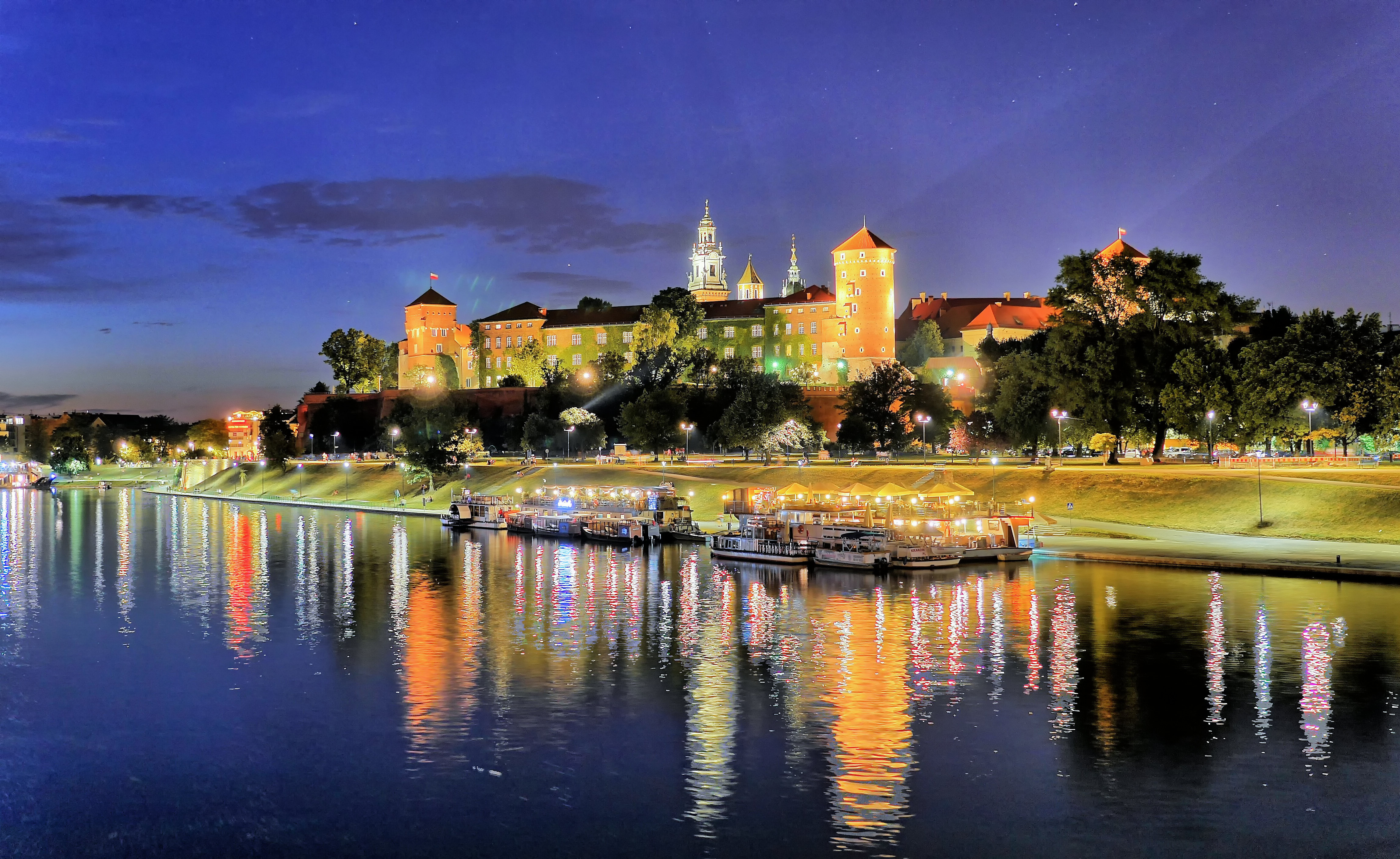
크라쿠프, 역사적인 폴란드의 수도

11~12세기의 유럽 세계에서 특기할 사건은 노르만의 영국 정복을 비롯하여 세속적 왕권 대 교황권의 대립과 회교도 국가에 대한 그리스도교 국가의 반격이 시작되었다는 것 등이다. 스칸디나비아반도에 있던 게르만계의 노르만인은 그들의 발달된 항해술과 약탈 행위로 유럽 여러 나라를 괴롭히더니, 1066년에는 영국을 점령하고 이어 대륙에서의 영토 문제를 둘러싸고 프랑스와 빈번히 대립하였다. 한편  중국사에서 흉노로 알려진 훈족 계통의 마자르족이 헝가리 왕국을, 서슬라브족이 폴란드 왕국을 건국했던 것도 이 무렵의 일이었다.
또한 이 시기에는 그리스 정교회와 로마가톨릭 교회의 분열에도 불구하고 종교계의 지배자인 가톨릭 교황의 권력이 강대해졌으며, 이에 세속계의 최고 권력자인 신성 로마 황제와의 사이에 권력투쟁이 전개되었다. 성직의 서임을 둘러싸고 법황 그레고리 7세와 하인리히 4세 사이에 벌어졌던 정면 충돌은 그 두드러진 예였다. 이 충돌의 결과로 헨리 4세는 카노사에서 그레고리 7세에게 항복하게 되었다. 이 사건이 있은 다음부터는 교황권이 절대적인 것으로 된 반면에 속세의 황제권은 점차 쇠퇴되었으며, 이와 같이 강대한 교황권을 바탕으로 그리스도교권 국가가 회교권 국가에게 반격을 가하기 시작한 것이 십자군의 원정으로 나타났다. 회교도들에게 점령된 성지 예루살렘의 탈환과 동로마 구원의 명분을 가졌던 십자군 원정은 1096년에서 1100년에 이르기까지 3회에 걸쳐서 단행되었으며, 이 십자군 원정은 후세의 정치·경제·교통 등 여러 면에 걸쳐 많은 영향을 미쳤다. 이러한 여러 영향은 중세 대학인 볼로냐 대학, 파리 대학, 옥스퍼드 대학 등이 끼친 여러 방면의 영향과 더불어 매우 중요한 역할을 하였다.

### 중세 후기

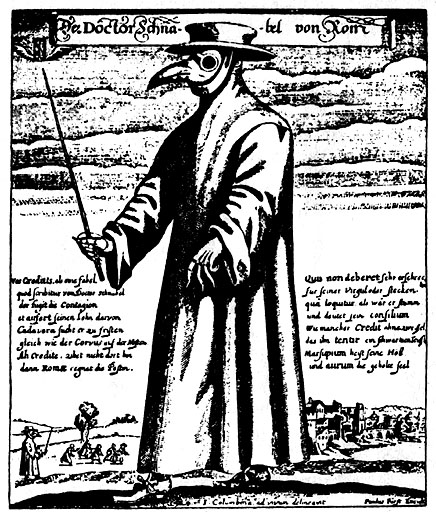
중세 후기 사회에 막강한 영향을 미친 흑사병의 유럽 유입 경로는 여러 가지가 거론되고 있으나 몽골 침략이 유력한 원인 중 하나로 지목되고 있다.

14세기에는 당에 밀린 셀주크 투르크족의 서방 진출이 십자군 운동을 유발해 4차 십자군이 마침내 동맹국인 비잔틴 제국을 무너뜨리고 라틴 제국을 건설하여 정치·경제적 욕망을 드러내면서 봉건제의 해체를 알린 것이나, 터키족의 서천 후에 나타난 중앙아시아에서의 세력권 공백과 요, 금의 교체로 인한 몽골고원의 지배권 공백을 이용한 칭기즈칸의 유목제국이나 그 발전인 세계제국이 출현하는 등 세계는 급격하게 변화하고 있었다.
유럽에서는 십자군 운동 이후 그 중심지였던 이탈리아의 상업도시가 레반트 무역을 독점하고 한자 도시 동맹과 더불어 원거리 무역과 도시발달을 추진하였다. 화폐 경제의 농촌 침투는 지대의 금납화, 직영지의 해방을 비롯한 장원제의 해체를 촉진하는 한편 도시에서는 귀족화한 상인지배를 타파하는 길드 혁명이 진행되어 평민 도시화와 공장제 수공업화가 진전되었다. 뿐만 아니라 십자군 운동의 실패로 실추된 교황권이나 황제권을 대신하여 왕권이 강화되었다. 이리하여 관료제와 상비군의 정비 및 사치의 필요성에서 과세 증가가 기도되었으나 이를 견제하려는 도시인의 정치적 발언권과 충돌한 끝에 마침내 성직귀족, 세속귀족 및 도시민을 대표하는 영국의 자문의회나 프랑스의 삼부회 같은 신분제 의회를 가지게 되어 중세 국가는 신분제 국가로 변모하였다.
이러한 배경하에서 왕권강화가 추진되어 영국과 프랑스 사이에서는 백년전쟁이 일어났고, 교황은 프랑스 왕에 의하여 아비뇽에 유폐되는가 하면, 교회 분열되어 아비뇽과 로마에 교황이 각각 재위하기까지 하였다. 이러한 교권의 쇠퇴와 왕권강화는 각국의 사정에 따라서 그 성격도 달랐다. 귀족세력이 강했던 독일은 영방제 국가를 이루었고, 상업자본이 축적되었던 이탈리아에서는 데스포트와 같은 전제군주제가 실현되었으며, 이베리아 반도에서는 이슬람 세력에의 대결의 필요성으로 그리스도교국을 건설하였던 것이다. 그리고 이슬람 세력의 공격을 막으며 서유럽의 방패가 되었던 비잔틴 제국은 재흥된 뒤에도 계속적인 위협하에서 쇠퇴의 길을 걷고 있었다.

## 근세

### 프랑스와 영국의 왕권 강화
백년전쟁은 그것이 단순히 왕위 계승이나 플랑드르 쟁탈을 에워싼 100년 간의 전쟁이라기보다는 오히려 프랑스 출신 영국 왕실이 프랑스 국내에 갖고 있는 봉토에 대한 지배권(知行權)을 둘러싸고 되풀이된 영국·프랑스 사이의 고질적인 분쟁의 계속에 불과하다고 말할 수 있다. 그러나 그것은 양국이 봉건제도를 극복하고 국가의 민족적 통일을 성취하는 때에 해당하며 영국·프랑스의 봉건적 제세력을 많이 동원함으로써, 특히 프랑스에 있어서는 국내 봉건 제후 내부의 투쟁이기도 하였으며, 제후의 몰락과 왕권의 신장, 국민 의식의 형성에 결정적인 역할하였다. 프랑스에서는 샤를 7세, 루이 11세, 샤를 8세에 의한 전후 재건을 통해서 왕권이 정비되었다. 영국에서 전후 또다시 제후, 기사들을 휘말아버린 30년에 걸친 내전인 장미전쟁이 일어났으며, 그 결과 등장하는 튜더 왕조의 헨리 7세에 의해 영국 절대주의가 등장하였다.

### 르네상스

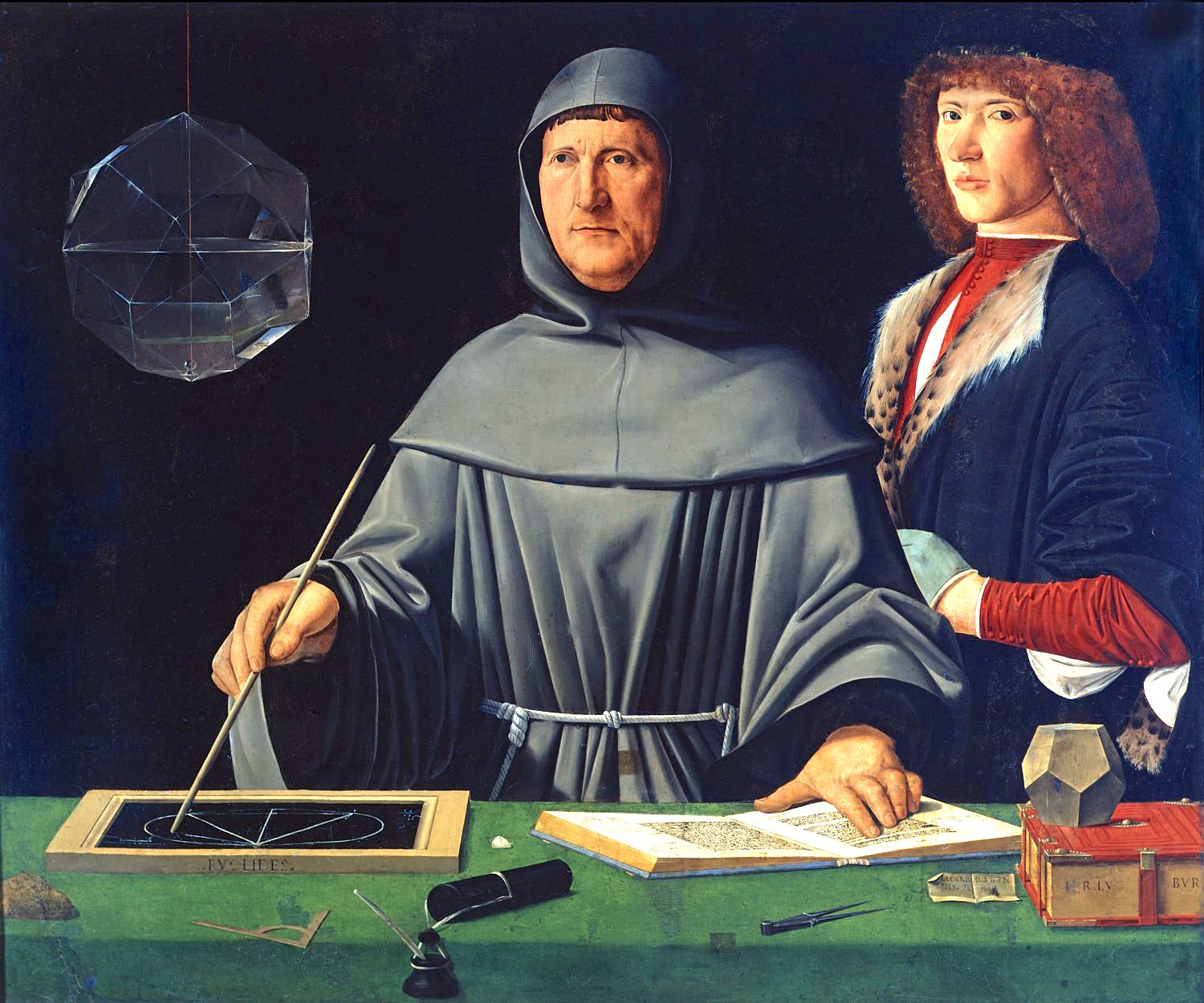
회계의 창시자인 루카 파촐리의 초상

영국, 프랑스에 왕권이 신장되고 있던 시대에 독일과 함께 이탈리아는 분열 상태가 계속되었고 남부에서 나폴리 왕국, 중부에서 로마 교황령, 북부에서는 십자군 이후 동방 무역으로 이익을 거둔 도시가 주변 농촌까지도 지배하에 두고 도시 국가로 번영하고 있었다. 베네치아 공화국, 제노바 공화국, 피렌체 공화국 등 북부 이탈리아의 도시 공화국을 무대로 부유한 상인층을 기수로 하여 이탈리아 르네상스가 전개되었다. 이탈리아는 당시 동방 무역을 통해서 이슬람의 문화나 고대와 고전의 학문·예술 등이 유입되고 있었으며, 고대 로마의 옛 영토로서 유적과 유물에 접하는 기회가 풍부하였다. 유럽 중세의 신에 대해 고대 그리스·로마의 인간이 대치되어 피안적(彼岸的)이 아니고 차안적(此岸的)·개인주의적이며 현실주의적인 생의 약동에 찬 문화가 시민 계급에 의해 이 곳에서 창조되기에 이르렀다. 단테는 《신곡》을 써 르네상스의 선구가 되었고, 페트라르카, 조반니 보카치오가 문학의 새로운 전기를 마련하였다. 한편 르네상스 예술은 조토 디 본도네에서 시작해 보티첼리를 거쳐 레오나르도, 라파엘로, 미켈란젤로가 출현하여 전성기를 맞이하였다. 이즈음 마키아벨리는 《군주론》을 써서 분열하고 있던 이탈리아의 통일을 호소하였다.
이탈리아 르네상스는 알프스를 넘어 북방 서구 여러 나라에 파급되고, 제각기 나라별로 독자적인 형태를 취하면서 16세기에 전성기를 맞이한다. 그러나 그것은 이탈리아의 단순한 모방 따위는 아니다. 네덜란드나 남독일과 같이 도시를 기반으로 하면서 때로는 프랑스·에스파냐·영국처럼 왕권에 의한 국가 통일을 배경으로 르네상스는 싹터 가고 있었다. 예를 들면 네덜란드의 경우와 같이 벌써 15세기 초에 반 에이크 형제에 의한 사실적인 풍경화·초상화가 뒤의 플랑드르파의 기초를 만들고 있었으며, 반대로 형제에 의해 발명되었다는 유화법은 베네치아의 화가를 통하여 이탈리아로 전해졌다. 영국에서는 위클리프의 성서 영역, 초서의 《캔터베리 이야기》를 통해서 영국 국민 문학의 토대가 마련되어 있었다. 더욱이 서구 여러 나라의 르네상스는 깊은 종교성 속에서 전개되었고, 특히 그 휴머니즘은 그리스어, 헤브라이어 원전(原典)에 의한 성서 연구를 통해서 종교개혁 운동으로 연결되었다.
남북 유럽을 연결시키는 상업의 중심지이며 모직물 공업이 왕성한 네덜란드에서는 농민의 생활을 밝게 묘사한 브뤼헐이나 시민의 세계를 묘사한 루벤스, 렘브란트 등이 활동하였다. 16세기 최대의 휴머니스트라고 불린 에라스무스는 신약성서를 그리스어 원전으로 연구하고 《치우신 예찬》에서 교회의 부패를 풍자했다. 독일에서 르네상스는 종교성으로 짙게 채색된다. 로이힐린, 멜란히톤의 인문주의적인 성서 연구, 뒤러의 회화가 그렇다. 프랑스에서는 궁정의 보호 아래 라블레의 《가르강튀아 이야기》나 몽테뉴의 《수상록》 등 예리한 풍자 정신으로 일관된 작품이 만들어졌다. 국가 통일과 해외의 발전을 추진하고 있었던 에스파냐에서는 세르반테스가 《돈 키호테》에서 몰락해 가는 기사계급을 풍자하며 인간을 추구한다. 절대주의 체제하의 영국에서는 토머스 모어가 《유토피아》를 썼으며, 프랜시스 베이컨이 경험론 철학의 기초를 만들어 놓았으며, 셰익스피어가 많은 걸작을 남겼다.

### 종교 개혁

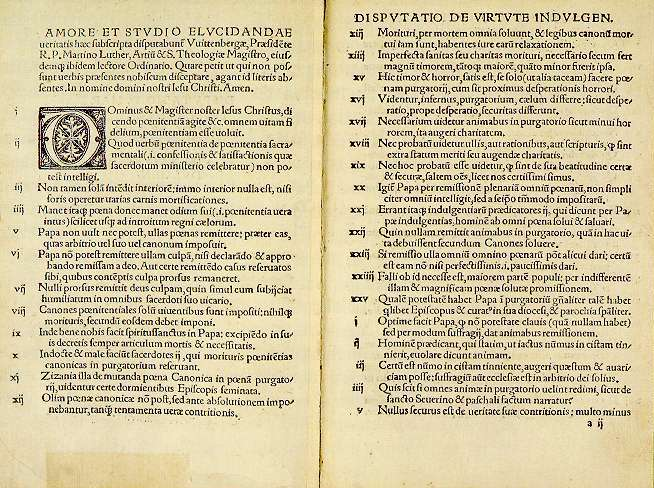
마르틴 루터의 95개조 반박문

독일에서는 13, 14세기 이래 영방국가 체제가 더욱 진전되고 성속(聖俗)의 제후나 도시는 자립했으며 국내의 분열은 점점 심해져 갔다. 쇠퇴해 가고 있던 교황권은 국가적 통일의 약한 부분에 기생할 수밖에 없었다. 교황 레오 10세에 의한 면죄부의 판매가 독일을 목표로 한 것도 그와 같은 사정에 의한다. 이 면죄부 판매에 반대한 루터의 95개 조항의 논제 발표(1517)와 함께 종교개혁이 시작되었다.
봉건사회의 해체가 늦어진 독일에서도 농민의 계층 분화가 진행되고 해방을 요구하는 농민들은 15세기 이래 농민 폭동으로 번지기 시작하였으며, 루터의 개혁에서 그들의 사회적 해방을 기대하였다. 1524년, 1525년 뮌처의 민중적인 설교를 신봉한 서남 독일의 농민들은 격렬한 농민전쟁을 전개했다. 그러나 루터에게 격려되어 태세를 정비한 제후들은 이 반란을 잔혹하게 진압하였고, 더욱이 이들은 종교개혁을 정치 대립에 이용했다.
1529년의 슈바이엘 국회에서 황제에게 항의한 루터파(派)의 제후들은 이듬해 동맹을 맺어 황제와의 대립을 더욱 심화시켰고 슈말칼덴 전쟁을 벌였다. 1555년 아우크스부르크 화의는 제후나 도시에게 루터파 신앙을 인정함으로써 영방 지배 체제를 종교면에서 확인한 것에 불과하였으며, 독일은 결국 영방국가 체제의 강화, 따라서 국가의 분열은 더욱 심화되었다.

### 지리상의 발견
12, 13세기에 봉건사회의 완성과 더불어 유럽 세계는 밖으로 향해서 팽창·확대를 시작했다. 동남방으로 향해서 십자군이, 서남방에는 이베리아 반도의 국토 회복이, 동방에는 동독일 식민이 있었다. 이 유럽의 팽창·확대의 전개로서, 15세기 말의 지리상의 발견을 볼 수 있다. 동방에 대한 동경에 곁들여 십자군 이래 이슬람 상인을 매개체로 한 동방 무역의 유리함에 눈뜬 유럽 여러 나라는 오스만 투르크의 발전으로 무역이 방해를 받았으므로 인도에 이르는 항로의 개발을 기도하였다. 14,15세기에 동방 무역으로 번영한 북이탈리아 도시가 아니라 이슬람과의 국토 회복 전쟁을 통해서 강력한 왕권하에 통일국가를 형성해 가고 있던 이베리아 반도의 국가인 에스파냐, 포르투갈이 지리적 위치를 이용하여 그 선두에 섰다. 헨리 항해왕 밑에서 착실하게 아프리카 서해안의 탐험을 해 나가던 포르투갈에서는 바르톨로뮤 디아스가 희망봉에 도달하였으며(1488), 그 후 1498년에 바스코 다 가마에 의해 마침내 인도에 도달했다. 에스파냐에서는 이슬람 최후의 거점인 그라나다를 함락시켜 레콩키스타가 완성된 1492년 콜럼버스가 아메리카에 도착했다.

### 아메리카 대륙 식민
아메리카 대륙의 식민 활동은 15세기 말 콜럼버스의 신대륙 발견을 계기로 유럽의 여러 민족이 건너가, 원주민 인디언의 문명을 멸망시키고 유럽 문명과 사회를 이식(移植)시킴으로써 비롯되었다. 에스파냐는 16세기 말까지 브라질을 제외한 모든 라틴아메리카를 점령했다. 에스파냐가 식민지를 경영한 목적은 금·은의 채굴이었으며, 국왕의 직할 지배 아래 영위(營爲)되었다. 네덜란드는 서인도 제도, 기아나에 식민지를 건설하고 다시 맨해턴섬과 허드슨강 강변에 뉴네덜란드 식민지를 건설했다. 1621년에 서인도 회사를 설립하여 무역 활동을 했다. 프랑스는 17세기에 캐나다에 진출하여 루이 14세 시대에 미시시피강 일대에 광대한 루이지애나 식민지를 건설했다. 프랑스의 식민 활동은 모피 무역과 가톨릭의 포교를 주로 한 것으로, 인구도 적은데다, 국왕의 직접 지배하에 두고 있었다. 영국의 식민 활동은 1497년 존 카보트의 북아메리카 동안(東岸), 체사피크만(灣) 부근의 탐험으로 시작되었는데, 실제의 식민 활동은 엘리자베스 1세 시대였다. 1606년 제임스 1세는 버지니아 회사(런던 회사)와 플리머스 회사에 특허장을 주어 식민과 무역에 관한 독점권을 인정했다. 버지니아 식민지가 1607년에 제임스 하구에 건설되어 태평양으로 나가는 방향이 탐색되었다. 제임스 1세의 국교 강제를 피하여, 청교도들이 종교나 정치의 자유를 찾아 북아메리카에 이주하여 뉴잉글랜드 식민지의 건설이나 가톨릭 교도의 메릴랜드나 찰스 2세의 특허장에 의한 영주 식민지(領主植民地)인 캐롤라이나 식민지 등 1732년까지 13개 식민지가 건설되었다. 이들 영국 식민지는 견실한 농업 식민이 주이며, 인구도 많고 건전한 발달을 했다.

### 에스파냐의 번영
아라곤, 카스티야 양국이 합동하여 성립된 에스파냐 왕국이 이슬람교도 최후의 거점 그라나다를 함락시키고 국내 통일을 완성했을 때(1492), 포르투갈은 벌써 희망봉에 도달하여 인도 항로의 완성을 바라보고 있었다. 해외 진출에 늦었던 에스파냐로서는 콜럼버스의 서방 항해에 모든 것을 거는 수밖에 없었고, 콜럼버스는 ‘신대륙’에 도달했다. 콜럼버스는 인도에 도달했다고 믿었으나 아메리고 베스푸치나 발보아의 활약에 의하여 그것이 인도와 다른 신대륙이라는 것이 명백하게 되었다. 신대륙에는 향료는 없었지만 대신 풍부한 은이 있었고 에스파냐는 즉시 식민 활동을 전개하였다.
서인도 제도를 근거지로 하여 콩키스타도르(征服者)라 불리는 사람들이 유럽의 우수한 무기를 가지고 원주민 인디언을 정복해 갔다. 코르테스는 멕시코를 공략하여 아스텍 제국을 멸망시키고(1521), 피사로는 페루의 잉카 제국을 정복했다(1532). 중남미 연안 지역은 브라질을 제외하고 모두 에스파냐의 식민지가 되었으며, 원주민으로부터 공납(貢納)이나 부역(賦役)을 징수하여 광산 개발 등의 강제노동으로 그들을 몰아부쳤으므로 인구는 급속히 감소했다. (원주민이 전멸하자 아프리카에서 흑인 노예를 수입했다). 은산(銀山) 개발에 노력한 결과, 대량의 금·은이 에스파냐로 유입됐다. 또 아시아 방면에서는 필리핀 군도를 점령하였으며, 마닐라시를 건설해서 동방 무역의 근거지로 했다. 이리하여 에스파냐는 유럽에 있는 에스파냐의 본토와 네덜란드, 밀라노, 나폴리 등의 영토에 더하여 1580년에는 포르투갈을 병합해서 ‘태양이 지는 일이 없는 대제국’을 건설하고 16세기 후반 펠리페 2세 시대에 최대의 번영을 이루었다.

## 근대

### 절대주의
절대주의 시대에서는 봉건적 대토지 소유자인 영주의 세력이 점차로 쇠퇴해 가고 있어 농업이나 공업에서 소(小)부르주아적 생산자가 대두하고 있었다. 국왕은 봉건 영주의 약체화에 대응하여 그들이 소유하고 있던 농민 수탈의 여러 권리를 자기 수중에 집중화시키고 중앙집권적 체제를 구축하면서 국민적 통일국가의 실현을 꾀하고 있었다. 국왕은 자기 권력을 유지하고 강화하기 위하여 팽대(膨大)한 관료 기구와 국왕 직속의 상비군을 형성할 필요가 있었으며 그 비용은 왕의 광대한 영토로부터의 수입, 중앙집권화된 지대(地代)로서의 지조(地租), 그 위에 신흥 시민계급인 상인·공업인에 부과한 세수입에 의하여 잘 처리되었다. 이처럼 절대주의의 재산적 기초는 여전히 봉건적 토지 소유 위에 한쪽 발판을 두면서 동시에 신흥 시민계급의 경제적 부에도 크게 의존하고 있었다. 더구나 왕의 영지에서의 수입이나 지조 수입(地租收入)이 고정화되어 옴에 따라 상공업자의 부에 의존하는 정도가 한층 굳어지고 있었다. 경제발전은 궁정을 중심으로 한 국왕의 생활을 점점 사치스럽게 하고 여기에 더하여 국왕의 위세를 보이기 위해 되풀이되는 대외전쟁은 국가 재정을 핍박하게 하였다. 이러한 과정에 있어서 한때 국왕의 권력은 봉건적 세력에 의해서도 간섭되지 않고, 시민계급 또한 왕권을 통제할 정도의 실력을 가질 수 없었기 때문에 왕권은 전국민적 이해(利害)를 대표한 듯이 권력을 행사할 수 있었다.

#### 영국
영국에 절대주의가 성립한 것은 1485년 튜더 가의 헨리 7세에 의하여 영국이 통일된 이후의 일이다. 백년전쟁 및 그 후의 내란에 의하여 봉건적 대제후(大諸侯)는 쇠퇴하고 여기에 따라서 국왕의 권력은 한층 강화되었다. 헨리 7세는 정치적 통일을 완성한 후, 도량형(度量衡)을 제정하여 국내 통상의 편리를 도모하고 공업 노동자의 임금(賃金)이나 노동 시간을 규제하여 외국 무역의 촉진을 도모하는 등 국가 재정을 강화하는 일련의 정책을 추진하였다. 헨리 8세는 이들 정책을 기본적으로 계승하고, 다시 종교개혁을 단행하여 로마의 세력을 구축하고 수도원 재산 몰수에 의하여 재정의 강화를 꾀했다. 그리하여 절대주의는 엘리자베스 1세 시대에 최성기(最盛期)를 맞이했는데, 이 무렵부터 시민계급과의 사이에 대립이 생기기 시작했다. 제임스 1세 시대에는 왕권과 시민계급을 대표하는 의회의 대립이 격화하고 찰스 1세 때에는 이 대립이 폭발하기에 이르러 잉글랜드 내전이 일어났다.
프랑스의 절대주의는 백년전쟁 말기 샤를 7세(찰스 7세) 시대에서 시작되어 앙리 4세(헨리 4세) 시대에 그 기초가 확립되었다. 절대주의가 최성기를 이룬 것은 17세기 후반의 루이 14세 시대였다. 프랑스에 있어서는 영국과 달리 봉건적 세력의 해체는 극히 불분명하고 농노 해방은 철저하지 못하여 독립 자영농민의 광범한 형성은 보이지 않았다. 프랑스 농민의 대부분은 현물 지대(現物地代)와 각종 의무 부담이 부과된 절반 소작(折半小作)이었으며, 자본의 축적도 불충분하여 자유로운 공업의 전개는 늦어지고, 도매 상인에게 지배된 길드적 수공업이 강하게 뿌리박고 있었다. 중상주의 정책에 의한 국내 산업의 육성도 결국 왕립(王立)·국립(國立) 혹은 특권적 매뉴팩처를 조성하는 데 그쳤다. 프랑스에서의 귀족의 세력은 뿌리가 깊어, 고등법원을 중심으로 왕권에 도전하려 했으며, 특권의 회복을 기도하여 반란을 일으킨 일도 있었다. 앙리 4세 이래 이러한 귀족의 세력을 누르고 왕권의 강화와 국내 통일을 이루려는 시책이 역대 여러 왕에 의하여 실행되어 루이 14세 친정 시대(親政時代)의 왕권은 비할 데 없이 강화되었다. 그러나 루이 14세에 의한 대외 전쟁은 재정의 궁핍을 초래하였고, 위그노의 추방은 프랑스의 경제적 발전을 극히 저해했다. 루이 15세 시대에 들어오면 점차 절대주의의 결함이 표면화되기에 이른다. 그리고 루이 16세 시대에는 이미 이러한 결함은 개선할 수 없는 것이 되어 프랑스 혁명을 맞이하게 된다.

### 30년 전쟁
독일에서는 아우크스부르크 화의에 의해서 신구 교파의 전쟁은 대체로 종지부를 찍었으나 종교 화약의 미비점이 있어서 그 후에도 양파의 대립이 계속되었고 17세기 초에 동맹을 결성하여 대립, 정세는 극히 험악하게 되었다. 양파의 대립은 1618년 보헤미아의 신교도 반란을 계기로 폭발하여 30년 전쟁이 발발했다. 이 전쟁은 독일의 종교 내란으로 시작되었으나 이어 구교측에 에스파냐가, 신교측에 덴마크, 스웨덴, 프랑스 등이 가담하여 국제 전쟁의 성격을 띠게 되었다. 전쟁의 진전과 함께 독일 제후와 황제와의 대립, 합스부르크가와 부르봉가의 대립, 스웨덴의 북유럽 제패와 그에 대한 반발이라고 하는 정치적, 국가적 이해를 주로 한 국제 전쟁이 되었다. 독일은 이 전쟁의 무대가 되어 혼란스러웠고, 차차 평화를 열망하는 소리가 높아져서 1648년 베스트팔렌 조약의 체결로 30년전쟁은 끝났다. 그러나 독일은 이 전쟁으로 국토가 황폐되고 인구의 3분의 1을 잃은 데다가 제후는 조약에 의하여 영토 내의 주권을 인정받음으로써 국가의 통일이 완전히 붕괴되었기 때문에 근대화는 매우 곤란하게 되었다. 이후 독일에서는 전쟁의 피해가 비교적 적었던 프로이센과 오스트리아가 강국으로 발전하게 되었다. 또 국제적으로는 이 전쟁으로 합스부르크 가의 세력이 후퇴하고, 이에 반대하여 프랑스가 강대화하고 스웨덴도 강국이 되었다.

### 에스파냐의 몰락
에스파냐 번영의 주요한 기초는 신대륙에서 저렴한 은을 대량으로 얻어, 그것으로 세계의 무역을 지배한 데 있었는데, 획득된 돈은 귀족·성직자·대상인 등에 의하여 낭비되었고, 또 은의 대가로서 신대륙에 수출되는 모직물 등 공업제품의 생산에 기울인 노력이 불충분했기 때문에, 곧 네덜란드·영국에 압도되었다. 정치적으로는 이미 16세기 후반 네덜란드가 독립 전쟁을 시작하여 1640년에는 포르투갈이 분리되었고, 1648년 베스트팔렌 조약으로 네덜란드의 독립을 승인하지 않을 수 없게 되었다. 또한 1659년의 피레네 조약, 1679년의 네이메헌 화약에 따라, 프랑스에 영토를 할양해야 하였다.

### 네덜란드의 성쇠
에스파냐로부터 독립을 달성한 네덜란드는 17세기 전반에는 경제적으로나 문화적으로나 가장 번영하여 황금기를 맞이했다. 네덜란드는 독립전쟁 때부터 해외 발전을 도모하여 특히 리스본에서 축출되자 밀무역을 하여 에스파냐의 통상을 방해하고 직접 동양 무역에로 진출하였다. 1602년에는 동인도 회사를 설립하여 아시아의 포르투갈 식민지를 차례차례로 빼앗아서 동양 무역을 지배했다. 그러는 동안 네덜란드는 북아메리카에도 진출해 에스파냐와 교대되어 세계의 해상권·무역권을 쥐었다. 수도 암스테르담은 유럽의 상업·금융의 중심지가 되었으며, 최초의 보험회사가 설립되어 암스테르담 은행도 개업했다. 그러나 17세기 후반에 이르게 되면 영국이 발한 항해조례(航海條例)로 인하여 타격을 받고 영국-네덜란드 전쟁에서도 패퇴하여 세계 무역의 패권을 영국에 뺏기고, 점차로 네덜란드는 쇠퇴해 갔다. 이것은 네덜란드가 동양 무역의 이익에 현혹되어 국내의 모직물 공업을 충분히 발전시키는 데는 게을리하고 국력의 기초를 중계 무역에 둔 것이 중요한 원인이 되었다.

### 러시아의 근대화

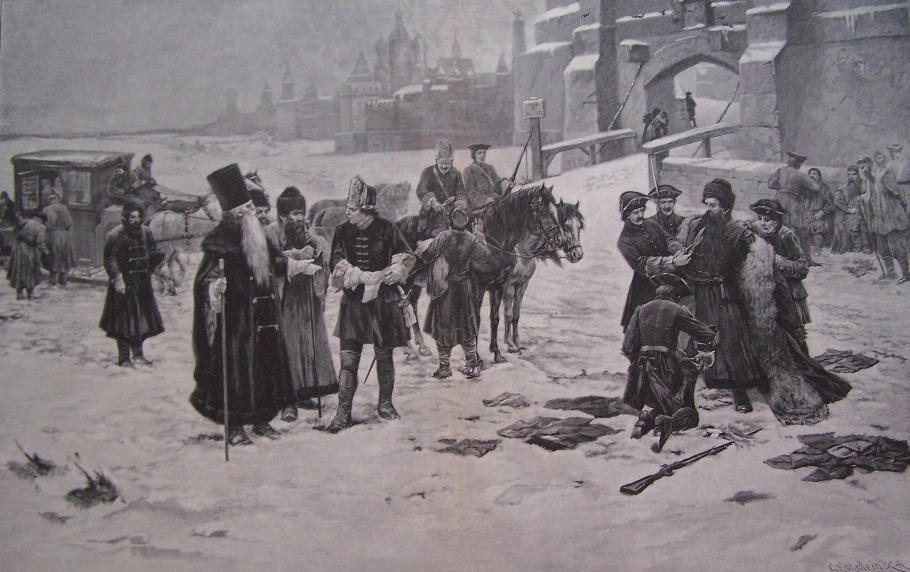
표트르 1세의 서구화 정책으로 남자들의 수염을 깎는 모습

17세기 말까지 러시아는 서유럽 여러 나라와 별로 깊은 관계를 갖지 않은 채 여전히 동방적 존재였으며, 농노제를 기초로 하는 특이한 절대주의 국가였다. 이와 같은 러시아를 근대화하고 서유럽화하는 곤란한 사업에 착수하고 러시아로 하여금 열강의 일각을 점하게 하는 데 성공한 사람은 표트르 1세(피터 1세)였다. 그는 내정을 개혁하고 군비 확장을 실시하여 황제의 독재권을 강화하였으며, 서유럽 문화의 수입에 노력했다. 그러나 그 여러 개혁은 위로부터의 개혁이어서 사회의 진정한 근대화에는 미치지 못했고 서유럽화도 일반인에게는 관계없었으며, 농노제가 유지 강화되었다. 대외적으로는 투르크로부터 아조프해 주변을 빼앗고, 다시 서쪽으로는 스웨덴과 북방전쟁을 벌여 발트해에의 출구를 확보하고, 이곳에 페테르부르크를 건설하여 수도로 삼았다.
표트르 1세의 사업, 특히 서유럽화의 정책은 보수파의 반항을 야기시켰고, 황제의 사후 이 항쟁은 궁정을 중심으로 정권쟁탈과 결부, 반복되어 예카테리나 2세(카자린 2세)에 이르기까지 약 40년간 계속되어 러시아를 혼란시켰다. 18세기 후반 이 혼란기 후에 즉위한 예카테리나 2세는 표트르 1세의 사업을 이어받아 계몽적 전제정치를 펴서 여러 가지 개혁을 실시했다. 그러나 농노제는 오히려 강화되어 농민의 대봉기 푸가초프의 난이 일어났다. 예카테리나 2세는 대외정책에도 주력하여 두 차례에 걸친 터키와의 전쟁으로 드네프르강 하구(河口) 지방과 크림반도를 병합하고 흑해(黑海) 진출의 기초를 구축했다. 또한 오스트리아·프로이센과 함께 3회에 걸쳐서 폴란드를 분할하고 서쪽으로도 영토를 확대시켰다. 동쪽으로는 시베리아 전토가 이미 러시아 영토가 되어 있었으나, 다시 극동해상(海上)에 진출하고 락크스맨을 일본에 파견하여 통상을 요구했다. 이리하여 러시아는 18세기 말 강국으로서의 지위를 확립하고 이후의 유럽 국제관계에 커다란 영향력을 갖게 되었다.

### 영국의 시민 혁명

#### 권리 청원
1625년에 즉위한 찰스 1세는 왕위를 계승한 이래 프랑스, 에스파냐와의 잦은 전쟁으로 그 비용을 강제 기부나 상납금 등에 의존하였다. 이러한 악정으로 국내의 불만이 고조되어, 하원의원 에드워드 코크 등이 중심이 되어 국왕에게 청원이라는 형식으로 국민의 자유를 보장하기 위한 권리 선언을 하기에 이르렀다. 특별세 승인을 필요로 한 찰스 1세는 마지못해 재가했으나, 1629년에 의회를 해산시키고 11년간 의회를 소집하지 않고 전제정치를 단행하여 청교도 혁명의 원인을 제공하였다.

#### 청교도 혁명

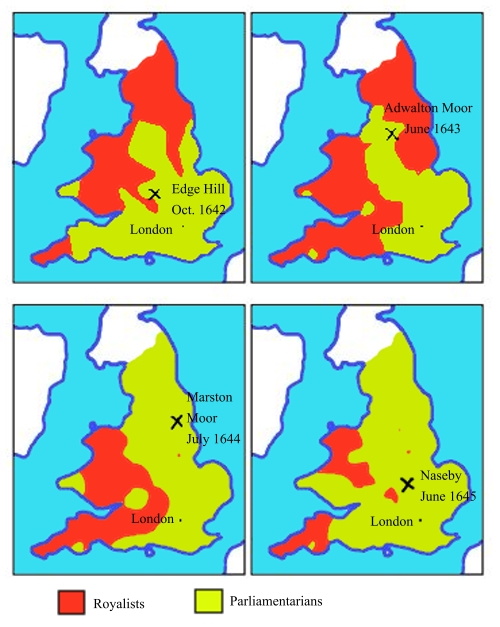
잉글랜드 내전 상황(1642년 - 1645년)
적색 - 왕당파, 녹색 - 의회파

크롬웰은 장기의회에서 《대간의서》를 제출하고 국민에 대하여 의회의 정당성을 호소하려 했다. 찰스 1세는 의회를 탄압할 것을 결의하고 핌, 햄든 등 5인의 의회 지도자를 반역죄로 고발, 그들을 체포하기 위하여 군대를 이끌고 의회를 습격하였으나 목적을 달성하지 못하였다. 찰스 1세가 의회를 습격한 이래 왕당파와 의회파의 대립은 결정적으로 뚜렷해지고 제각기 결전을 위하여 군대를 조직하기 시작하였다.
의회파는 크롬웰의 신형 군대의 활약에 의하여 네스비에서 왕당군을 격파하고 1646년 4월까지 전(全) 잉글랜드를 지배 아래 두었다. 왕은 스코틀랜드군에게 잡히고 영국 측에 인도되었다. 이 제1차 내전이 종료된 후, 의회 내부에서도 국왕과의 타협을 의도하는 장로파(Presbyterians)와 혁명을 철저하게 수행할 것을 부르짖는 독립파(Independents)의 대립이 생겼다. 장로파는 대(大) 부르주아지와 귀족을 중핵으로 하고 있어 입헌군주제 아래에서 자기 이익을 확충할 수 있다고 생각하고 있었다. 독립파는 하층의 병사나 하사관이 급료의 지불 지연이나 유족의 사회 보장 불충분에 불만을 품고 차차 수평파(Levellers)의 사상적 영향을 받기에 이르렀다. 하사관과 병사들은 군 간부를 부추겨서 국민의 군대를 해산시키려 했던 장로파와 대결할 것을 요구했다. 이 사이에 유폐되어 있던 국왕은 스코틀랜드와 연합하여 제2차 내전을 일으켰으나 즉시 진압되었고, 독립파는 의회에서 장로파를 추방하여 독재 체제를 만들어 1649년 왕의 처형과 왕제의 폐지를 결정하였다.
크롬웰은 왕을 처형한 후 수평파 디거스(Diggers)를 탄압하고, 제5왕국파 하리돈과 힘을 합쳐 지명의회(指命議會)를 조직하고 ‘성자의 정치’를 꾀했으나 곧 이 의회도 해산되자, 1653년 12월 《통치장전》을 수락하여 호국경의 지위에 올랐다. 그러나 1654년에 열린 의회는 군대와 충돌하여 다음 해 1월 해산하자, 크롬웰은 민병제를 개편하고, 군정장관에 의한 군사독재를 실행하게 되었다. 그러나 유산 계급은 왕정 복귀를 원하여 크롬웰을 왕위에 앉히고, 군대를 의회의 재정적 지배하에 둔다고 하는 탄원과 청원을 제출하였다. 크롬웰의 즉위는 실현되지 않았으나, 군정장관 등의 군인 귀족은 의석을 얻은 대가로 매수되었다. 《통치장전》이 효력을 발휘하기 전에 크롬웰은 죽고 그 아들 R. 크롬웰이 호국경이 되었으나, 그는 군대와 의회와의 대립을 누르지 못하였다.

#### 왕정 복고
1659년 군인 귀족들은 R. 크롬웰를 폐위시키고, 프랑스에 망명해 있던 찰스 2세는 몽크 장군의 실력에 의지하여, 1680년 브레다 선언 직후 귀국하여 왕정 복고를 실현시켰다. 복고란 곧 혁명 전의 사회질서로 되돌아가는 것을 의미하는 것은 아니었다. 이를테면 국가 재산과 조세는 의회가 관장하며, 왕실비(王室費)도 의회에서 결정하고, 왕은 상비군 소유권, 칙령 발포권, 경찰권, 재판 간섭권을 상실하며, 관리는 의회가 책임지게 되었다. 또한 영국 국교회도 과거의 독립된 권력을 회복하지 못하였으며, 국가와 교회가 분리되고 교회의 의회에 대한 의존이 결정되었다. 그리고 혁명시대에 왕실이나 국교회가 상실하였던 토지의 무상 반환, 혁명파의 단죄, 국교회 재건, 국교회 기도서의 부활, 가톨릭교도의 신앙의 자유 등을 인정하게 되었다. 그럼에도 불구하고 국왕과 함께 왕당의 귀족이 귀국하여 의회에서 다수를 점하게 됨에 따라 보수정치로 역행하였으나, 청교도 혁명을 거침으로써 영국에 도입된 자본주의를 자유롭게 발전시킬 수 있는 사회와 정치기구는 봉건적인 구조로 되돌아가지는 않았다.

#### 명예 혁명

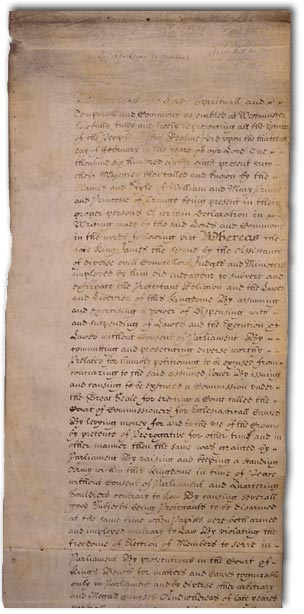
1689년 권리장전 문서

제임스 2세는 1687년, 1688년의 두 차례에 걸쳐 가톨릭 신앙을 공인할 목적으로 종교 관용령을 발표했으나 신교인 비국교도와 국교도는 이 선언에 반대하였다. 그들에게 있어서 가톨릭은 오랜 세월의 적국인 에스파냐, 프랑스의 국교일 뿐 아니라 가톨릭이 부활함으로써 대토지 소유자의 기득권(旣得權)이 위협을 받을 가능성이 있었고, 반동정치가 강화될 우려도 있었다. 토리당도 점차 왕의 전제에 대한 반항을 강화시켜 왔으나 특히 1688년 6월 가톨릭 신자인 제임스 2세의 두 번째 비 모데나의 메리가 왕자를 낳자 신교인 공주가 후계자로 될 가망성이 없어져 반대당인 휘그당과 상의, 제임스 2세의 폐위를 결의하였다. 양당의 대표는 일찍부터 메리 2세의 남편인 오렌지공 윌리엄의 의향을 타진하고 있었는데, 드디어 정식 초청장을 보내어 국왕으로서 맞이하기로 했다. 제임스 2세는 사태가 급변함에 놀라서 여러 가지 타협의 수단을 강구했으나 때는 이미 늦었다. 윌리엄은 군대를 인솔하여 잉글랜드에 상륙, 런던으로 진격했다. 왕당군은 대항할 의지도 없었고 제임스는 부득이 프랑스로 망명했다.
이 사건은 혁명이라고 말하기 어려운 것이지만 대토지 소유자와 부르주아지의 기득권을 재확인하는 것이며, 이로 인해서 1642년 이래 시민혁명의 최종적인 막을 내린 것이다. 청교도혁명과 같은 유혈의 비극을 수반하지 않고 수행되었으므로, 영국인은 이를 명예혁명이라 불렀다. 이 당시 의회가 제출한 권리선언(權利宣言)을 국왕이 승인한 것(1689)은 헌정의 실시를 확인하는 것으로 정치사상 중대한 의의를 가지고 있다. 즉 국왕의 신권설적인 절대주의와 의회의 입헌주의간의 장기에 걸친 항쟁은 입헌주의의 승리로 종막되고, 국가의 주권은 실질상 의회에 귀속되었다. 이에 민권과 그리고 ‘군림은 해도 통치하지 않는’ 왕권과의 조화 위에 입각한 영국 독자적인 입헌군주제의 기초가 확립되었다.

### 산업 혁명

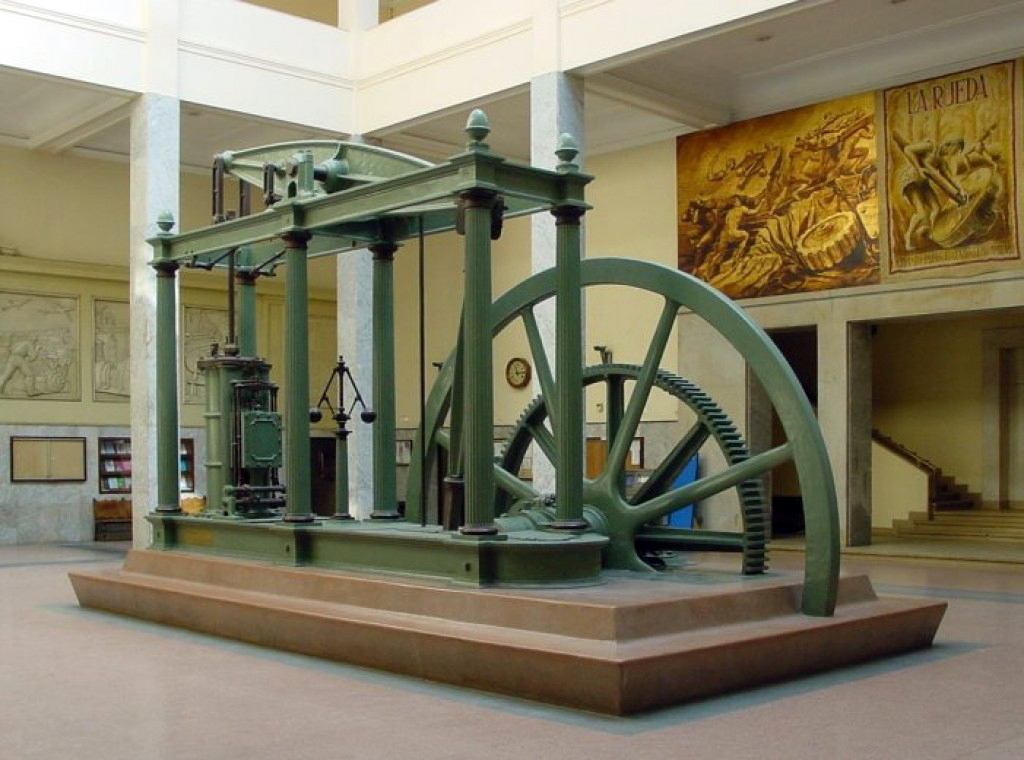
와트 증기 기관. 이 증기 기관은 영국과 세계의 산업 혁명을 촉진하였다.

산업혁명(Industrial Revolution)은 단순한 생산기술의 혁신에 의해서 발생한 생산성의 비약적 증대가 아니라 공장제 수공업(매뉴팩처)에서 기계제 대공장(팩트리)을 출현시켜 자본주의적 생산관계를 확립한 진정한 변혁이다. 이 생산상의 혁명이 최초로 영국에서 실현된 데에는 몇 가지 원인이 있다. 우선 영국에 있어서는 봉건적인 여러 관계가 재빨리 해체되고, 타국에 비해서 유리한 조건으로 상공업의 발전이 있었다는 것, 특히 양모 공업이 국민적 규모로 전개되어 있었다는 것이 지적된다. 나아가 시민혁명을 통해서 자본주의의 발전을 저지하는 등 제도상의 여러 장해가 대체로 제거되었다는 것도 중요한 원인이다. 또한 17, 18세기에 있어서 국내산업의 보호와 적극적인 무역정책은 중상주의적 식민지정책을 기축(基軸)으로 실시되어, 국내에 자본축적을 가져오게 했다. 영국 본토, 아프리카, 북아메리카, 서인도 제도, 인도, 중국을 연결하는 복잡한 무역망이 조직되어, 열대, 아열대 지방의 수입품에 대한 수출품으로서 면제품이 중요시되기에 이르렀다.
면제품은 생산고를 비약적으로 증대시켜, 19세기 초두 국민소득면에서 차지하는 비율은 제1위가 되었다. 이 면직물 공업의 발전은 그에 관련된 산업 부문에 계속적인 영향을 미쳤다. 철·기계·석탄의 수요 증대, 저렴한 수송수단의 필요성, 이와 같은 형태로 산업 전체가 자극을 받았다. 영국은 19세기 초두에는 선철(銑鐵)의 생산량·출탄량(出炭量)에 있어서 세계 제1위를 차지하여, 증기기관이나 직기(織機)에서 볼 수 있는 기계공업의 눈부신 기술을 자랑할 수가 있었던 것이다. 이와 같은 사실은 진실로 ‘세계의 공장’이라는 이름에 부합된 것이었다.
그러나 이러한 자본주의적 생산관계 확립은 영국 사회 자체에 커다란 변화를 가져왔다. 지난날 자기 집에서 자기 연장으로 생산을 해 왔던 독립된 생산자는 자본에 완전히 종속되는 임금노동자로 전환되었다. 자본의 격렬한 경쟁은 노임을 절하거나 저임금으로 부인과 아동을 고용하는 현상을 초래했고, 신흥 공업 도시는 난잡한 노동자의 슬럼을 형성했다. 또한 장시간의 노동은 노동자의 심신에 심한 해독을 끼쳤다. 여기서 지금까지 경험하지 못했던 곤란한 사회문제가 발생한 것이다.

### 식민지 전쟁
북아메리카에 있어서의 영국과 프랑스의 식민지 쟁탈전은 유럽에서의 대립이 반영되었다. 프랑스는 캐나다, 미시시피 유역에 식민지를 넓혀서, 영국 식민지를 북과 서에서 포위하는 형세를 취했다. 최초의 영국·프랑스 두 식민지간의 싸움이 윌리엄 왕 전쟁이며, 유럽에 있어서의 스페인 계승 전쟁이 식민지에서는 앤 여왕 전쟁으로 되었고, 오스트리아 계승 전쟁은 조지 왕 전쟁으로, 7년 전쟁은 프렌치 인디언 전쟁으로 나타나 소위 제2차 백년 전쟁이 전개되었다. 프랑스의 북아메리카 식민지 경영은 인디언과의 모피(毛皮) 무역을 중심으로 하는 것이며, 영국은 농업 식민이 위주여서, 결국 영국의 압도적인 승리로 끝났다.

### 미국의 성립
7년 전쟁이 종결되자, 종래의 식민지와 영국 본국과의 유대에도 변화가 생기고, 식민지 경제의 발달은 전후 영국 본토의 중상주의(重商主義) 지배에 대한 반발을 낳았다. 영국 본국은 7년전쟁에 지출한 막대한 전비를 식민지에 부담시키려고 중상주의 정책의 강화를 기도하여, 일련의 과세·규제 정책이 취해졌다. 이러한 본국의 식민지 정책은 실제로는 식민지 경제에 지나친 피해를 미친 것은 아니었으나, 영국 국민으로서의 권리를 요구하는 식민지 주민에게는 불만과 반감을 야기시켰다. 1765년의 버지니아 결의, 1768년의 매사추세츠 회장 등에 나타나 있듯이 식민지 의회의 승인을 강조하여 “대표 없는 곳에 과세 없다”는 사상이 퍼져 있었다.
1773년 보스턴 차 사건을 계기로 본국은 소위 ‘견딜 수 없는 제법(諸法)’에 의해서 보스턴 시민에 대해 징벌적 태도로 임하였다. 더욱이 퀘벡법(Quebec Act)의 제정은 식민지인 전체에 중대한 충격을 주어, 1774년 대륙회의는 본국 정부의 완화를 요청했는데, 급진파의 움직임은 활발해져 렉싱턴에서 전쟁에 돌입했다. 독립운동에 참가한 애국파에는 대상인·농원주 등의 온건파와, 밀무역상인·자영농·기술자를 중심으로 하는 급진파가 있어, 차차 후자가 혁명의 지도권을 장악하였고, 독립선언으로부터 연합규약에 의한 국가연합으로 이끌어갔다. 혁명이 최종 단계에 들어가자 보수파에 지도권이 옮겨지고, 헌법 제정에 의한 연방 정부의 수립을 보았다.

### 프랑스 혁명

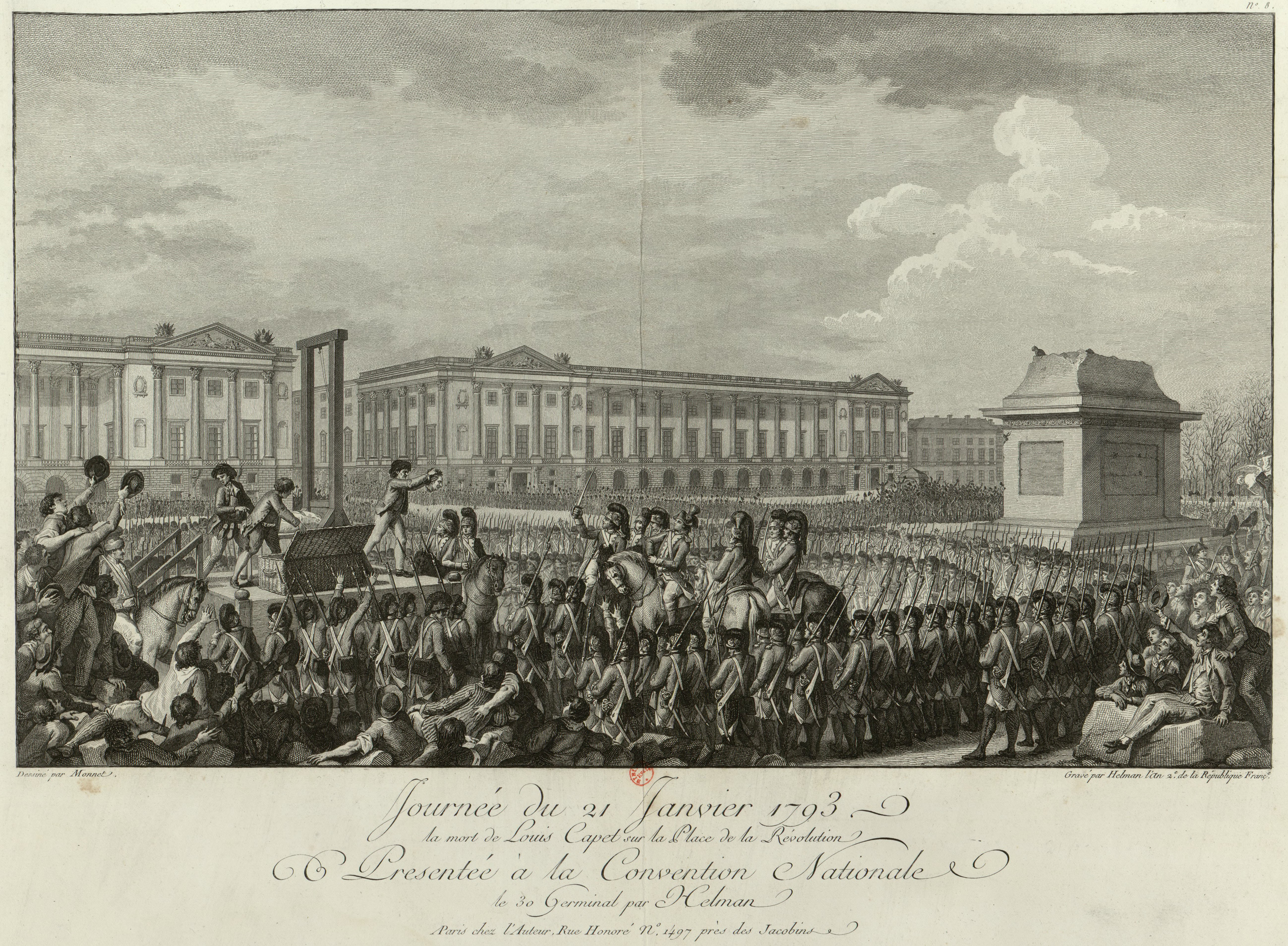
루이 16세의 처형

프랑스는 18세기에 들어와서 혁명 전야까지 스페인 왕위 계승 전쟁을 비롯한 여섯 차례의 큰 전쟁에 관여하였으나 이들 전쟁이 결코 프랑스에 이익이 되는 것은 아니었다. 이미 루이 14세의 만년에 국가 재정은 위기 양상을 나타내기 시작했는데, 그 후 위기는 더욱 심각해지고 만성화되어 갔다. 또한 루이 14세에 의한 위그노의 국외 추방은 그 후의 프랑스 산업 발전을 현저하게 저해하는 결과가 되었던 것이다. 프랑스의 부르주아적 발전은 영국에 비해서 지지부진한 것이었으나, 18세기 후반에는 중농주의자의 주장으로 대표되는 것 같은 곡물 거래의 자유, 인클로저의 자유를 요구하는 세력이 대두되고 있었다. 공업 부문에 있어서도 면직물 공업이 18세기 초부터 대두되기 시작해서 재래의 모직물·린네르 공업과 경합하게 되었다. 18세기 후반, 길드적 규제는 여전히 강했으나, 그럼에도 불구하고 자본주의적 매뉴팩처가 각지에 출현하고 있었다.
1774년 재무총감의 자리에 앉은 중농주의자인 튀르고는 부르주아적 발전을 저지하던 영주적, 국가적 통제를 제거할 것을 꾀했다. 1776년에는 ‘여섯 가지 칙령’이 공포되었는데, 이것은 농민을 농노적 부담에서 해방시키고, 공업에 있어서의 길드제를 폐지하며, 농업·노동에 대한 자유를 보장하는 것을 목적으로 한 것이다. 이것은 부르주아적 이해와 대립하는 봉건적 귀족과 기생적 특권 상인의 세력을 약화시키는 일이 불가피한 과제가 되었다는 것을 보여주고 있다. 이러한 부르주아적 발전에 대응하여 노동자의 자본에 대한 투쟁이 조직적으로 실시되기에 이르렀다. 견직물 공업의 중심지였던 리옹에서는 직포공(織布工)의 파업이 18세기 후반에 속발되기에 이르렀다.
한편 귀족 계급은 사제와 함께 봉건적 특권을 누리고 있었는데, 18세기에는 여러 그룹으로 갈라져 있었다. 군무에 복무하는 대검귀족(帶劍貴族)과 법복귀족(法服貴族)으로 대별되고 있었으나 약간의 귀족을 제외하고 대부분의 귀족은 궁정에 기식(寄食)하여 영지 경영에 관심을 갖지 않고 나태한 생활을 보냈으며, 대부분의 사람은 막대한 부채를 짊어지고 있었다. 이와 같이 18세기 후반에는 절대왕제와 절대왕제의 지지자였던 귀족의 대부분도 재정적 곤경에 빠져 있었다. 그들은 농민의 착취를 강화시키는 것으로써 더욱더 농촌을 황폐시켰다. 프랑스의 부르주아적 발전을 가능하게 하기 위해서는 사회의 대변혁이 불가피했었다. 계몽 사상가는 이와 같은 모순에 찬 사회 제도에 통렬한 비난을 가하여 합리적인 사회제도의 출현을 선동했다.
루이 16세는 튀르고를 등용하여 구제도의 모순 해결, 재정위기를 타개하려 하였으나, 궁정 및 특권 신분의 저항으로 실패하고, 튀르고에 이어 네케르를 기용하였으나, 아메리카 독립혁명에 개입하여 국비를 낭비함으로써 재정은 더욱 곤란해졌다. 이후 칼론, 브리엔을 기용하였으나, 재정은 악화될 뿐 개혁은 특권 신분의 반항으로 실현할 수가 없었고, 1788년 삼부회의 소집을 결정, 재차 네케르를 기용하였다. 1789년 6월 삼부회가 국민의회로 성장하여 입헌 왕정에의 움직임이 높아지자, 군대에 의해 의회를 탄압코자 책동하였다가, 이것이 도리어 1789년 바스티유 습격을 초래하였고, 시민의 봉기에 굴복하였다. 1791년 6월 20일 일가와 함께 국외로 도망하려고 하였으나 실패, 입헌 왕정을 기조로 한 1791년의 헌법의 승인을 강요당하게 되었다. 국민공회는 왕을 퇴위시키고 공화국을 선포했고, 루이 16세는 국민공회의 투표결과 반역자로서 1793년 1월 단두대에서 처형되었다.

### 나폴레옹의 등장

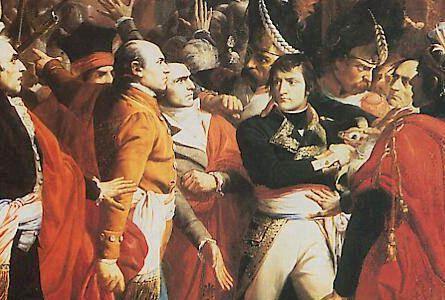
브뤼마르 쿠데타를 지휘하는 나폴레옹.

테르미도르 반동으로 구지롱드파가 권력을 잡고 총재정부가 성립되었으나, 프랑스 국내의 복잡한 사정으로 안정을 이루지 못하였다. 한편 나폴레옹은 왕당파의 방데미에르 봉기를 진압하여 총재정부로부터 북이탈리아 방면의 군사령관으로 임명되었다. 이탈리아 군사령관이 된 나폴레옹은 오스트리아군을 격파하고 캄포포르미오 조약을 체결, 명성을 떨쳤다. 이집트에 원정하던 도중 총재정부의 위기가 닥치자 귀국하여 1799년 11월 브뤼메르 18일의 쿠데타로 제1통령이 되었다. 나폴레옹은 뤼네빌, 아미앵 조약의 체결로 평화를 회복하고, 종교협약, 나폴레옹 법전 등으로써 프랑스 국내 정치를 안정시키고, 1804년 5월 황제가 되어 12월에 대관식을 가졌다.
아미앵 조약 조항을 영국과 프랑스가 다 같이 준수하지 않음으로써 나폴레옹은 1803년 5월에 영국과의 전쟁을 시작하였으며, 1805년 영국 본토 상륙을 꾀했던 프랑스 해군이 트라팔가에서 넬슨 제독이 이끄는 영국 함대에 격파당함으로써 나폴레옹의 계획은 완전히 좌절되었다. 반면 나폴레옹은 동년 12월 오스트리아와 러시아의 연합군을 아우스터리츠에서 격파하여 오스트리아 황제를 항복시켰다. 이듬해 10월 나폴레옹은 러시아와 동맹을 맺은 프로이센을 침공, 예나 회전에서 프로이센 군대에 결정적 타격을 주고, 베를린을 점령하였다. 나폴레옹은 11월 베를린에서 영국을 경제적으로 고립시키기 대륙봉쇄령을 내렸다.
대륙봉쇄령으로 경제적 타격을 입은 러시아의 알렉산드르 1세는 1811년 대륙봉쇄령을 더 이상 준수할 수 없다고 선언하였다. 나폴레옹은 러시아에 무력 제재를 가하기 위해 1812년 6월 러시아에 침입하였으나 모스크바에서 패퇴하고 몰락하였다.

### 빈 체제
나폴레옹 전쟁을 처리하기 위하여 1814년의 파리 조약을 바탕으로 빈 회의가 개최되어 빈 체제가 성립되었다. 빈 체제는 2월 혁명으로 완전히 분쇄되기까지 약 30년 간에 걸쳐 전유럽을 지배하면서 각국의 국민에 의한 자유주의적·민주주의적, 나아가서는 민족주의적 요구를 계속 억압하였다.
한편 프랑스의 루이 18세의 후계자인 샤를 10세(찰스 10세)의 보수정치는 마침내 7월 혁명을 유발시켰다. 혁명은 벨기에로 비화하여 이탈리아, 폴란드에도 커다란 영향을 주었다. 혁명으로 7월 왕정이 세워졌으나 부르주아 상층의 입장을 대변하는 정권이었기 때문에 민주적 개혁은 일부에 국한되었다. 산업 부르주아지와 노동자는 7월 왕정에 대하여 불만이 컸으며, 특히 온갖 탄압을 받은 노동자는 부르주아 정권에 실망하여 민주주의적 요구와 함께 사회주의적 요구를 제기하기에 이르렀다.

### 1848년의 유럽 혁명
빈 체제에 대한 자유주의와 전유럽적인 반항운동의 총결산이라고도 할 수 있는 것이 1848년의 유럽 혁명이다. 이 해는 기본적으로는 프랑스 혁명으로 달성된 자유·평등의 근대 시민 사상의 정착이고 둘째로 영국 산업혁명의 진전에 의한 자본주의 경제의 급속한 발전이며, 셋째로 노동자 계급의 성립에 의한 사회주의의 광범한 전개 등이 원인이 되어 새로운 시대가 찾아온 해였다. ‘광란의 해’ 1848년은 유럽 대부분의 지역을 혁명의 소용돌이 속으로 휘몰아 넣었고, 빈 체제를 붕괴시켰다.
7월 왕정 시대에서 프랑스 산업 혁명은 급속도로 진전되어 신흥 부르주아지가 대두했으나 그들은 정치적 발언권은 갖지 못했다. 따라서 신흥 부르주아지는 선거법의 개혁을 요구하고 민주적 입헌정과 공화정을 갈망했다. 1847년에 성립된 기조 내각이 선거법 개정안을 부결했기 때문에 개혁파는 ‘개혁연회(改革宴會)’를 개최하여 전국적인 개혁운동을 전개했다. 1848년 2월 22일 파리에서의 전국 개혁연회에 대한 금지령은 혁명의 도화선이 되어 격렬한 시가전으로 확대되면서 2월 혁명이 촉발하였다. 2월 24일 왕이 퇴위하고 부르주아 공화파와 사회주의자에 의하여 임시 정부가 마련됨으로써 제2공화국이 성립되었다.

### 발칸 문제
발칸반도는 15세기 이래 오스만 투르크 지배하에 있었으나, 쇠퇴에 따라 19세기 후반에는 슬라브계 여러 민족의 독립 운동이 치열해지는 동시에  유럽 열강의 대립이 얽혀 복잡한 국제 분쟁 문제를 낳았다. 우선 18세기 이래 남진 정책을 취해온 러시아가 크림 전쟁을 일으켜서 진출을 기도하였으나, 영국과 프랑스에 의하여 저지당함으로써 실패하였다. 그 후 발칸의 슬라브계 여러 민족은 단결하여 독립을 달성하려는 범슬라브주의 운동을 일으키고, 러시아는 그 맹주로서 발칸 진출을 꾀했다. 1870년대가 되어 각지에서 투르크에 대한 반란이 일어나 열국의 관심이 발칸에 쏠렸으나 1877년 러시아는 단독으로 러시아-튀르크 전쟁을 일으켜 투르크를 격파하고 산스테파노 조약을 체결, 유리한 지위를 얻었다. 그러나 러시아의 진출을 두려워한 영국, 오스트리아가 이에 반대하였으며, 비스마르크의 중재로 베를린 회의가 개최되어, 러시아의 야망은 재차 좌절됐다. 이후 발칸에서는 일단 안정이 확보되었으나, 열국의 대립은 여전히 계속되어 독립한 여러 나라들도 대국(大國)의 움직임에 좌우되어, ‘유럽의 화약고’라 불리어 제1차 세계 대전의 발화지가 되었다.

### 이탈리아 통일
중세 이래 분열을 계속하던 이탈리아에서도 19세기에는 민족 통일의 움직임이 강해졌다. 1848년의 혁명에서 청년 이탈리아당은 자유로운 이탈리아 공화국 건설을 목표로 활약하였으며, 사르데냐의 왕인 카를 6세가 통일전쟁을 일으켰으나 오스트리아군에게 제압돼 실패했다. 이로부터 통일의 주도권은 사르데냐의 신왕인 비토리오 에마누엘레 2세 밑에서 재상이 된 카부르에게 옮겨졌다. 카부르는 산업을 육성하여 국력의 강화를 꾀하였고, 크림 전쟁에 출병하여 프랑스의 지지를 얻었다. 사르데냐는 1859년에 나폴레옹 3세의 후원을 얻어서 오스트리아와 싸워 롬바르디아를 획득하고 나아가서 중부 이탈리아를 병합하였다. 한편 청년 이탈리아당의 가리발디는 나폴리 왕국을 정복하여 사르데냐의 왕에게 헌상을 하였다. 이렇게 하여 1861년 비토리오 에마누엘레 2세를 초대 왕으로 하는 이탈리아 왕국이 성립되었다. 이어 1866년 프로이센과 오스트리아간의 전쟁을 계기로 베네치아를 병합하고, 1870년 프로이센과 프랑스간의 전쟁에 편승해서 교황령(敎皇領)을 점령함으로써 이탈리아 통일을 완성하였다.

### 독일의 통일
1848년 자유와 통일을 목표로 하여 프랑크푸르트에서 개최된 국민의회가 내부의 대립과 반혁명파의 세력 회복으로 실패한 후 통일 주도권은 프로이센으로 넘어가 위로부터의 통일이 이루어졌다. 프로이센에서는 1861년 빌헬름 1세가 즉위하여 융커 출신의 비스마르크가 수상으로 기용되었다. 비스마르크는 오스트리아에 대항하며 노동운동을 통제하고 통일을 실현하기 위해 철혈정책(鐵血政策)을 강행하였으며, 의회를 무시하고 군비를 확장했다. 우선 1864년 오스트리아와 협력하여 덴마크와 싸워 실레스비히와 홀스타인을 탈취하였다. 이어서 1866년에는 이 2개 주의 처분을 둘러싸고 프로이센-오스트리아 전쟁을 일으켜서 오스트리아를 격파하고 다음해 프로이센을 중심으로 하는 북독일연맹을 성립시켰다. 통일의 실현을 위한 최후의 장애는 프랑스의 방해였으나 비스마르크는 프로이센-프랑스 전쟁으로 프랑스를 격파하여 남부 독일을 병합하고, 1871년 빌헬름 1세를 황제로 하는 독일 제국을 수립하였다.
1880년대까지는 재상 비스마르크의 영향력이 강하여 경제상의 여러 개혁을 시행하였고, 보호무역 정책을 취해 자본주의 발달을 촉진시켰다. 또한 국가의 통일을 강화하기 위해, 가톨릭 교회의 세력에 대항하여 문화투쟁을 전개하고, 사회주의 진압법을 제정하여 사회주의 세력에 제재를 가하는 한편, 양로(養老)·상병보험(傷病保險) 등 일련의 사회정책도 아울러 실시하였다. 대외면에서는 신흥 독일의 발전을 도모하기 위해 당면한 전쟁에 휩쓸려 들어가지 않는 것이 필요하였으므로 독일에 대해 복수열이 강한 프랑스를 고립시키고, 열강의 세력 균형을 유지하는 데에 힘썼다. 러시아-튀르크 전쟁 후 베를린 회의를 소집하여 열강의 이해 대립을 조정한 것은 이와 같은 정책의 구체화였다. 이렇게 하여 독일의 자본주의는 눈부신 발전을 보여, 그 생산력은 마침내 영국을 능가하기에 이르렀다. 그러나 1880년대에는 비스마르크의 정책에도 모순이 드러나고, 특히 빌헬름 2세가 즉위하자 대외정책·사회주의 대책 문제 등에 의견 대립을 보여서 비스마르크는 하야(下野)하였다. 이즈음 강력해진 기업가는 적극적인 해외진출을 요청하게 되어, 세계정책의 전환은 불가피해졌다. 이리하여 1890년대에는 군비확장과 중근동(中近東)에의 진출이 강력히 추진되어 점차로 영국과의 대립이 표면화되어 갔다.

### 제국주의
19세기가 끝나기 전에 산업혁명은 영국으로부터 유럽 각국과 미국으로 파급돼 갔다. 이러한 국가에서는 자본주의가 고도로 발전하여, 점차적으로 생산이 집중되고, 대자본가가 생산·금융을 독점하여 국가의 정책까지도 좌우하게 되었다. 그 결과 19세기 말로 들어서자 선진 자본주의 여러 국가는 원료의 공급지나 생산품의 시장을 구하고, 또한 잉여자금의 투자지(投資地)를 찾기 위해서 다투어 후진지역의 식민지화·종속화를 추진했다. 이와 같은 독점 단계에 도달한 자본주의를 기반으로 한 열강(列强)의 해외 팽창 정책이 제국주의이며, 1870년대에서 제1차 세계대전까지의 시기는 역사상 일반적으로 ‘제국주의 시대’라고 불린다. 이 시대에는 종래부터 유럽인들이 진출하고 있었던 지역에 대한 지배가 강화됨과 동시에, 이전에 ‘암흑의 땅’이라고 해서 돌아보지도 않았던 아프리카나 태평양 지역도 분할당하였다. 이와 같은 세계 분할의 진행은 당연히 열강의 대립을 격화시켰으며, 이 분할 경쟁에서 승리를 거두기 위해 각국이 군사력 강화에 힘쓴 결과, 이것이 또한 그러한 대립을 더욱 격화시켰다. 결국 제국주의 열강 사이의 격화된 갈등은 제1차 세계 대전으로 이어졌다.
1870년대 이후 영국은 금융자본의 해외투자가 활발해지고, 또한 발전하는 다른 강국들에 대항하기 위해서도 식민지 정책을 강화해야만 했다. 보수당의 디즈레일리 수상은 대영제국주의를 내걸고 1875년 수에즈 운하의 주식을 매수하여 이집트에 진출하고, 1877년에는 인도를 제국으로 만들어서 빅토리아 여왕을 황제로 추대하는 등, 적극적 팽창정책을 추진했다. 19세기 말에는 식민지 회의가 자주 열려 본국과 식민지 관계가 강화되고 식민상(植民相) 체임벌린은 남아프리카를 정복하여 케이프타운, 카이로, 캘커타를 연결하는 3C 정책의 실현을 도모하였다. 또한 영국은 아시아, 중·남아메리카에도 깊은 관심을 나타냈다.
프랑스에서는 1875년에 제3공화국이 성립했으나, 그 후 소당 분립이 계속되어 정정(政情)은 불안하고, 공화제가 유지되었다고는 하지만 블랑제 사건이나 드레퓌스 사건이 일어나서 군부·우익 세력이 대두하였다. 또 경제면에서 프랑스 혁명 이래의 소농경영(小農經營)이 많았으므로, 농업의 발달이 기술적으로 늦어지고, 공업의 발달도 완만하여 새롭게 일어나 독일·미국에 곧 뒤떨어졌다. 그러나 프랑스의 자본주의는 산업면에서는 뒤떨어져 있으면서도, 금융면에서는 소시민의 자본을 모아 일찍부터 해외투자를 하고 있었다. 이러한 특징은 제국주의 시대에 중요한 의의를 가졌으며, 특히 1890년대 러시아와 독일의 관계가 악화되자 프랑스의 자본은 대량으로 러시아에 유입(流入)되었다. 이런 사실을 배경으로 대자본과 군부는 러시아와 군사동맹을 맺음으로써 비스마르크의 외교 전술로 인하여 빠졌던 국제 고립에서 벗어날 수가 있었다.

제1차 세계 대전 직전의 군사 동맹 관계. 이러한 동맹 관계는 유래 없는 전쟁의 확산에 일조하였다.

19세기 말 삼국 동맹, 러불 동맹, ‘영광 있는 고립’을 고수하는 영국의 불안한 균형도 오래가지 못하고 독일의 경제적·군사적 발전은 영국으로서 큰 위협이 되고 있었다. 그래서 20세기 초엽 유럽의 정세는 영국·독일의 제국주의적 대립을 주축으로 하여 전개되고, 그것은 양국의 해군 확장 경쟁, 소위 건함 경쟁이 되어 격화한다. 한편 러일 전쟁(1904)은 이들 국제 관계에 크게 영향을 끼쳤다. 전쟁의 유럽 확대와 프랑스와의 싸움을 피하고 독일의 진출을 막기 위해서, 영국은 독일과 대항 관계에 있는 프랑스와 오랜 세월의 대립을 버리고 러일 전쟁 개전 직후에 영·프 협상을 성립시켰다(1904). 패전 후의 러시아는 국내 혁명 세력을 누르고 그의 국내 모순을 대외 침략으로 전환시키기 위하여 영국과 프랑스의 지지를 필요로 했다. 한편 독일의 급속한 진출과 러시아의 혁명화를 두려워한 영국도 러시아를 자기 편으로 만들 필요가 있어 여기에 영·러 협상이 맺어지고(1907), 삼국 동맹에 대한 삼국 협상이 성립되었다. 3국동맹은 이탈리아 이반으로 약체화함으로써 사실상 독일 포위 체제가 착착 정리되어 가고 있었다. 제국주의 열강이 두 개의 진영으로 분열하고 대립해 있는 동안, 그 주변에서는 편협한 민족주의와 제국주의 여러 나라의 이해 관계가 복잡하게 얽혀, 분쟁이 쉴새없이 일어나는데다 위기의 초점은 점차로 발칸반도에 집중되고 있었다. 1908년의 터키 혁명 직후에 오스트리아는 보스니아·헤르체고비나 두 주를 병합하고 이러한 사실이 범슬라브주의와 범게르만주의의 대립을 한층 심각하게 했다. 그래서 1911년 모로코 사건은 이탈리아와 터키와의 전쟁을 초래하고 그것은 다시 발칸 동맹의 발칸 전쟁(1912-13)을 초래하는 등 연쇄반응을 일으켜, 이들 분쟁은 결국 전면적인 파국으로 치달아 드디어 제1차 세계 대전으로 점차 돌입하고 있었다.

## 세계 대전

### 제1차 세계 대전

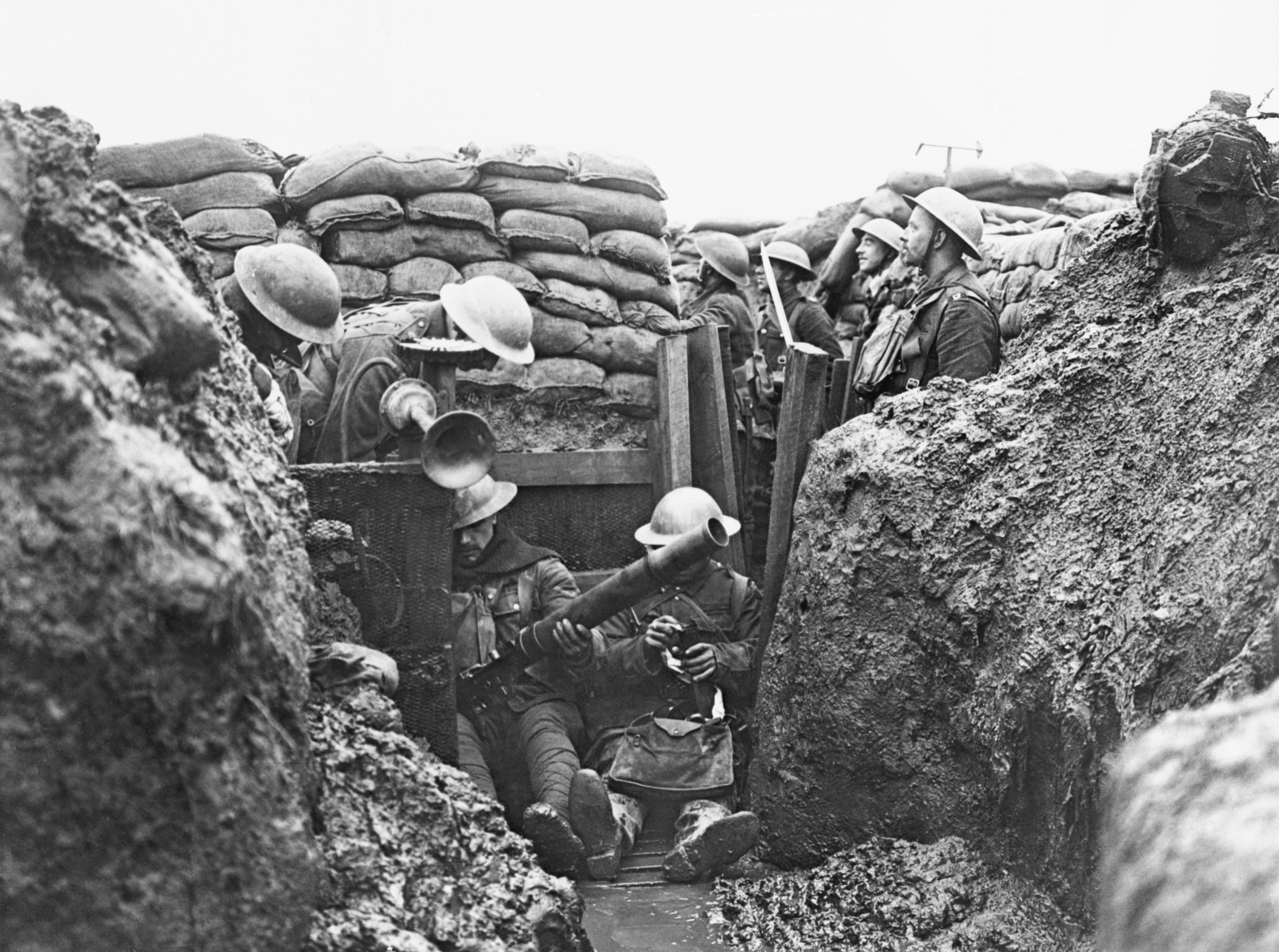
서부 전선에서는 참호와 모래 주머니가 기관총과 대포를 방어하기 위하여 사용되었다. 1914–1918

1914년 6월 세르비아 청년에 의한 오스트리아 황태자 부처의 암살 사건이 실마리가 되어 이 해 7월 말부터 8월 초까지의 1주간 사이에 이탈리아를 제외한 유럽의 강국들이 독일과 오스트리아를 중심으로 한 동맹국과 영국, 프랑스, 러시아의 협상국으로 나뉘어 전쟁 상태에 들어갔다. 이것은 개별적으로 볼 때 세계 정패(征覇)를 건 독일과 영국의 대립, 알자스 로렌 문제를 둘러싼 독일과 프랑스의 대립, 발칸반도에서의 러시아와 오스트리아의 민족주의적 대립, 발칸반도의 민족 문제 등이 제각기 직접 원인이라고 할 수 있으나 근본적으로 볼 때 자본주의가 제국주의의 단계로 들어간 19세기 말 이래의 유럽 여러 강국 사이에서는 여차하면 대전쟁으로 발전할 정세가 임박해 있었던 것이다.
독일은 동서로 러시아·프랑스와 대치하여, 두 정면 작전을 수행하지 않으면 안 되었다. 즉 그를 위한 계획――소위 슐리펜 플랜을 19세기 말 이래 연마해 오고 있었는데, 이 계획에 의하면 먼저 서부 전선에서 승리를 거둔 후, 병력을 동쪽으로 이동하여 러시아를 격파하려고 한 것이었다. 그런데 현실에서는 서부 전선에서 1914년 9월, 마른 강변의 싸움에서 프랑스·영국 연합군의 반격으로 좌절되고 동부 전선에서도 예상외로 빨랐던 러시아의 진출을 타넨베르크 전투에서 저지했으나 여기에서도 결정적인 승리를 획득할 수가 없었다. 이리하여 1914년 12월 이래 전투는, 서부에서는 스위스 국경에서 북부 프랑스를 거쳐 벨기에 해안에 이르는 전선, 동부에서는 발트해 리가만에서 흑해로 거의 일직선으로 뻗은 전선에서 교착 상태에 들어갔고, 이외에 발칸 전선에 있어서도 전황을 좌우하는 해상전투는 없었다. 1917년 미국의 참전과 러시아혁명으로 전국(戰局)의 전환점을 맞이할 때까지, 서부 전선에서는 베르됭과 솜에서 쌍방이 각각 돌파하려고 시도했으나 어느쪽이나 다 실패로 돌아가고 대세에 변화가 없었다. 그 사이 1915년에 이탈리아가 협상국에 가담, 그 외에 휴전 전까지 30여 개국이 참전하여 전세계적 대전쟁으로 발전하였다.
대전이 이제까지의 전쟁과 현저하게 성격을 달리하는 것은 애초부터 세계 전쟁이란 점에 있으나, 더욱이 참전국이 총력을 기울여 전쟁 수행에 임하지 않으면 안 되었던 일이었고 양 제국주의 진영이 자기측에서 참전시키기 위하여 혹은 자기 진영에 머물러 두기 위하여 주고 받은 상호 모순된 다수의 비밀 조약인 것이다. 전쟁은 1918년 11월, 전년의 러시아혁명에 이어 계속되는 독일혁명으로 종결된다. 4년 반 동안의 전쟁에 동원된 병력은 6천만명, 사상자 3천3백만 명(사망자 9백만 명), 전비(戰備) 3천3백억 달러, 독가스·전차·비행기가 신무기로 등장했다.

### 러시아 혁명

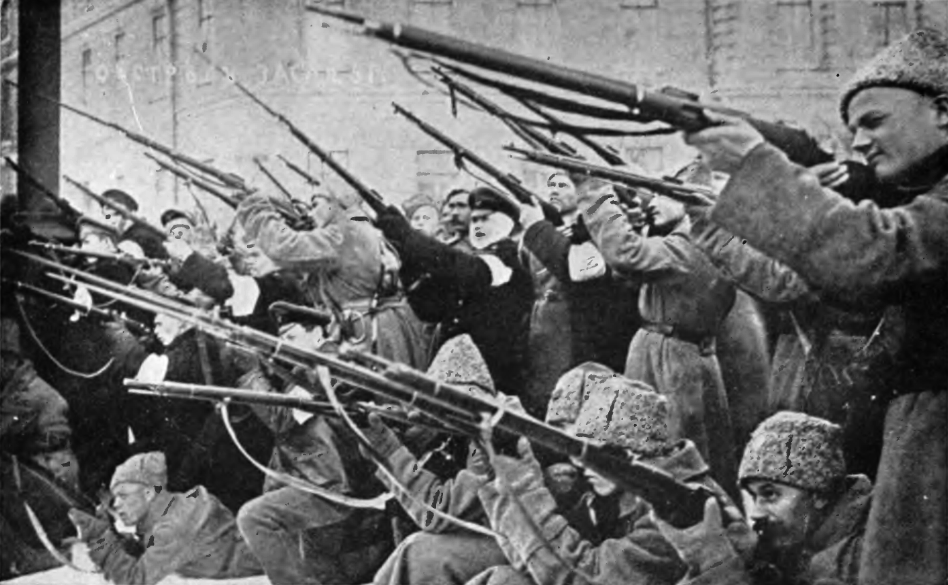
3월 혁명의 초기에 차르의 경찰을 공격하는 소비에트

러시아에서는 1861년 농노해방으로 자본주의로의 길이 열리고, 1890년대에는 프랑스를 주로 한 다량의 외국 자본 유입으로 중공업이 급속도로 발달하고, 시베리아 철도도 기공되었다. 그러나 그 시대의 러시아는 값싼 원료와 노동력을 외국 자본에 제공하는 종속국에 가까운 지위로 떨어져 있었으며, 엄격한 전제정치 아래에서 국민의 생활은 조금도 향상되지 않았다. 이 일은 사회혁명 운동을 격화시켰으며, 나로드니키 운동이 실패한 후로는 무정부주의자의 테러가 빈발하여 사회불안이 높아지고 세기말에는 마르크스주의를 표방하는 사회민주노동당이 결성되었다.
1903년 사회민주노동당은 분열되어 프티부르주아적 개량주의를 주장하는 멘셰비키는 배제되고 볼셰비키가 주류가 되어 혁명운동이 진행되었다. 1905년 피의 일요일로 시작하는 제1혁명에서, 10월 선언으로 의회의 개설이 약속되어, 다음해에 부르주아 의회인 두마가 성립되었으나 역시 무력하여 차리즘, 특히 스톨리핀의 보수 정치에 탄압되었다. 이에 대해 1905년 각지에 소비에트를 설립한 사회민주노동당은 조직화된 세력으로 반체제 운동을 착실히 계속하여 혁명을 준비했다.
제1차 세계 대전이 장기화함에 따라 국민 생활의 혼란과 절망, 니콜라이 2세의 우유부단한 정치적 무능과 궁정(宮廷)의 부패상을 보고 1917년 3월, 민주주의 정당까지 포함한 민중이 봉기하여 니콜라이 2세를 폐위하고, 부르주아 민주주의 혁명을 달성했다. 그러나 새로운 임시 정부는 민중이 원하는 평화를 추구하지 않고 전쟁을 계속했다. 반면 이 혁명을 추진한 페트로그라드 노동자·농민들이 만든 소비에트는 각지에 파급되고 농민 소비에트도 성립되었다. 그러면서부터 소비에트 내에서는 농민에 기초를 둔 사회혁명당 멘셰비키가 지도권을 잡고, 볼셰비키 세력은 약해졌다.
| “ | 우리는 혁명의 첫 번째 단계에 도달했습니다. 이제는 두 번째 단계로 도약할 때가 왔습니다. 2월혁명으로 수립된 공화국은 우리의 공화국이 아닙니다. 이 정부가 수행하고 있는 전쟁은 우리의 전쟁이 아닙니다. 우리에게는 '자유주의 국가'는 필요하지 않습니다. 부르주아 민주주의도 필요하지 않습니다. 노동자, 농민, 소비에트 이외에 그 어떤 정부도 필요없습니다. 우리에게 필요한것은 '프롤레타리아(무산층)독재'뿐입니다. 자유주의, 민주주의, 부르주아적인 것들은 일체 거부할 것입니다. 그리고 우리 앞에 막중한 임무가 기다리고 있습니다. 이제 우리는 기필코 국제 혁명을 시작해야만 하는 것입니다. | ” |
|   | — 블라디미르 레닌의 4월 테제에서 |   |

망명에서 돌아온 레닌은 ‘4월 테제’로서 소비에트가 혁명의 주도권을 잡도록 호소하여 볼셰비키는 그 정책을 강력히 추진하고 7월에는 무장 시위 운동을 벌였으나 진압되었다. 9월에 접어들자 케렌스키 정권 아래서 코르닐로프 장군의 반혁명이 일어났다. 페트로그라드의 소비에트에 의해 만들어진 볼셰비키 지도하의 적위군(赤衛軍)이 이를 무찌르고 이 일이 있은 후부터 소비에트의 볼셰비키화가 진행되어 농민은 토지 문제 해결을 볼셰비키에게 기대하게 되었다. 이리하여 11월, 볼셰비키에 의한 권력 획득의 무장 봉기가 결행되어 11월 7일 소비에트 정권 수립이 선언되었다.

### 베르사유 체제
제1차 세계대전 후 연합국과 독일 간에 맺어진 베르사유 조약의 결과로 성립된 전후의 국제 질서로 베르사유 체제가 성립하였다. 국제연맹의 설치, 각종 평화회의나 군축회의 개최 등 국제 협력의 정신도 많이 보였지만 조약 성립 당초부터 이미 얼마간의 문제점을 가지고 있었고, 그 결함이 결국 제2차 세계대전을 유발한 원인이 되었다고 생각된다. 즉 윌슨의 14개 조약에서는 ‘무병합, 무배상’을 주장했으나 실제로는 영국·프랑스 등 전승국의 이익이 우선하여 패전국 독일 등에 전쟁 책임을 총체적으로 지워 국민의 불만을 사게 되었다. 1917년에 일어난 러시아 혁명의 유럽 파급을 두려워하여 대소련 방위 체제 성격도 띠었다. 1920년대에 들어와서 대소간섭 전쟁의 실패 후, 소비에트 연방의 승인, 도즈 안, 영 안에 기초를 둔 독일 경제 부흥의 전조(前兆)가 보인 것 등으로 일시적 안정을 맞이한 시기도 있었다. 1929년에 시작한 대공황에 의하여 블록 경제가 성립했고, 나치스가 대두할 무렵 일본의 대륙 침략 정책에도 영향을 입어 이 체제는 붕괴됐다.

### 대공황

대공황 당시의 실업자

1925년에는 세계 경제가 대전 전의 수준으로 회복되어 안정된 듯이 보였다. 그간 각 공업국의 생산력은 비약적으로 발전하고 또 농업국에서도 원료생산이 증대되고 있었다. 그러나 공업국에 관하여 본다면 유럽 여러 나라의 현저한 부흥, 미국의 약진과 동시에 일본 등 후진국의 발달이 두드러져 그 경쟁이 격화되어왔다. 농업에 있어서도 캐나다 등에서는 생산 증대를 보인 반면 체코와 유고에서는 부진하여 부흥도 극히 불균형하고 불안정한 것이었다.
이들 생산의 증대와 비교하여 국민의 구매력은 늘지 않고 러시아가 사회주의 국가로 되는데 따른 시장의 협소화(狹小化)에 수반하여 1928년에는 전체적으로 과잉 생산의 양상을 드러내기 시작하였다. 그리하여 1929년 가을, 번영을 자랑하는 미국에서 뉴욕의 주식 시세가 대폭락함으로써 공황이 시작되었다. 이 공황은 미국에 의존하고 있던 여러 나라에 파급되어 농업 공황을 수반하면서 전자본주의 국가에 영향을 끼쳐 드디어 세계공황으로 퍼졌다. 이르는 곳마다 물가폭락, 공장폐쇄, 임금인하, 해고, 금융의 악화 현상이 나타나서 생산은 45% 가까이 감소하고, 반대로 실업자는 증가하여 2천5백만에서 5천만 명에 이르렀다.
이 공황은 (1) 모든 형태, 가령 공업뿐만 아니라 농업, 은행, 신용 등의 공황을 수반한 것, (2) 그 힘은 강력하여 중소기업뿐만 아닌 강대한 독점기업도 파산시킨 점, (3) 그 기간은 길어서 공황이 끝날 때까지 4년이 걸렸다는 것, (4) 그 범위가 전자본주의 국가에 파급된 것 등으로 다른 공황과 구별되는 특색을 가졌으며, 세계 경제의 위기 바로 그것이었다. 이 위기를 타개하기 위하여 미국은 소위 뉴딜을, 영국 등은 폐쇄적인 블록 경제 정책을, 그리고 그들 선진국과 같은 여유가 없는 ‘갖지 못한 국가’ 일본·독일·이탈리아는 광폭한 전쟁과 파시즘으로 해결책을 구해 나갔다.

### 나치의 등장
1918년 11월의 독일혁명으로 독일은 공화국으로서 재출발했다. 1919년 1월에는 혁명을 다시 철저하게 하려고 한 스파르타쿠스 봉기가 일어났으나 사회민주당 정부는 군부와 협력하여 이 행동을 진압하고 지도자 칼 리프크네히트나 로자 룩셈부르크는 참살되었다. 사회민주당·민주당·중앙당이 다수파가 되어 2월에 헌법 제정 국민회의가 개최되고, 8월에 공화국 헌법이 실시되기에 이르렀다. 1923년 프랑스와 벨기에가 배상 지불 불이행을 이유로 루르 점령을 단행하자 정부는 ‘소극적 저항’ 방침을 세우고 일체의 생산 활동을 정지하고 말았다. 이 때문에 생산은 격감하고 자본가에의 보상이나 노동자의 생활 보장에 많은 액수의 불환지폐(不換紙幣)를 발행하니 화폐 가치는 폭락하여 미증유의 인플레이션이 되고 국민 생활은 파탄에 직면했다. 히틀러가 뮌헨 반란을 일으킨 것도 이때이다. 이 위기는 슈트레제만의 거국 일치 내각에 의하여 렌텐마르크의 발행 등으로 해결되어 1924년에는 미국의 원조로 배상 지불 방법 ‘도즈 안’이 나와 겨우 경제 부흥에의 길이 열렸다. 1925년에는 로카르노 조약에 의하여 국제연맹에의 가입이 인정되어 국제 사회에 복귀하게 되었다. 

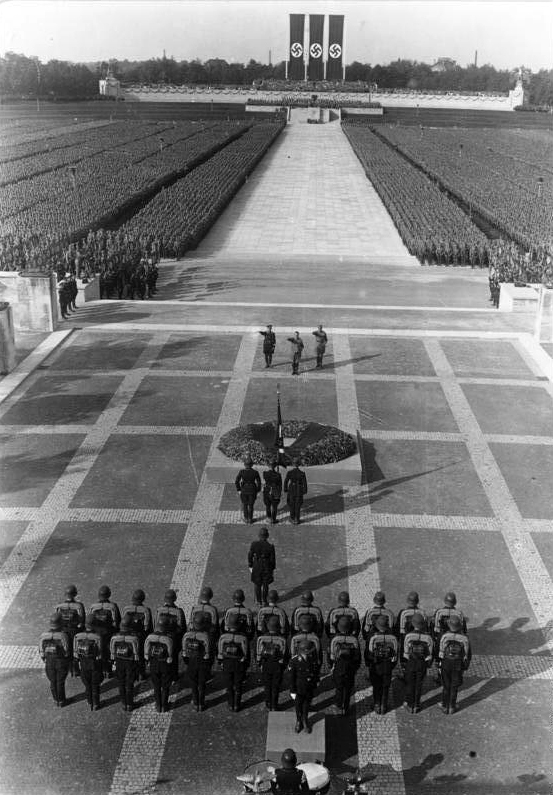
1939년 9월, 나치당 전당대회.

대공황은 안정된 듯이 보이던 독일 경제를 뿌리째 파괴하였다. 실업자는 500만 명을 넘었고 심각한 사회불안이 독일을 덮어 민중은 바이마르 공화제에 대하여 절망하였다. 이러한 정세에서 대중은 개혁을 갈망하게 되고 공산당 세력이 증대되는 한편 히틀러가 영도하는 나치스가 대두했다. 나치스는 베르사유 조약의 반대라는 배타적 민족주의와 사회주의적 선전으로 모든 계층의 편을 드는 것처럼 가장하면서 뮌헨 쿠데타의 패배로부터 재흥하였다. 그들은 필연적으로 생기는 정책의 모순을 볼셰비즘과 유대인 탓으로 돌리고 동요하는 민중, 특히 대자본가나 공산주의에 다 같이 반감을 가진 중산계급의 불만에 편승하여 급속도로 성장하였다.
나치스는 1928년 12석에 불과했던 의회의 의석이 1932년에는 230석을 얻어 제1당으로 비약하였다. 그러나 동년 11월의 선거에서 의석이 줄고 그에 비례하여 공산당 세력은 증대하였다. 그리하여 혁명을 두려워하는 자본가와 군부는 나치스를 적극적으로 지원하여 드디어 히틀러 내각을 성립시켰다(1933). 더욱이 계속 잔존하는 반대 세력을 근절하기 위하여 1933년 총선거를 앞두고 국회 방화 사건을 일으키고 이것을 공산당의 탄압에 이용하여 결국 자유주의 정당과 노동조합을 해산하였다. 그렇게 하여 1934년 히틀러는 총통(總統)이라 칭하고 나치스의 독재를 확립하였다. 정권을 잡은 나치스는 베르사유 조약에 반하여 베르사유 체제가 붕괴되었다.
한편, 이탈리아는 대전 후의 동요 중에서 무솔리니의 파시스트당이 이미 1922년 이래 정권을 잡고 있었다. 그 지배의 확립을 위하여 선거법 개정, 노동조합과 다른 정당의 해산이 강행되었다. 반파시스트측도 마테오티와 같은 용감한 행동도 있었으나 전체적으로 반파시스트 운동은 그들 내부의 분열과 대립 때문에 효과적으로 대항하지 못하고 1927년에 파시스트 지배가 확립되었다. 그러나 공황은 이탈리아를 곤경으로 몰아넣어서 파시스트 정권은 그 활로를 군비확장과 침략에서 구하기 위해 1935년 에티오피아에 침입하였다. 독일·이탈리아 양 파시즘 국가는 그 후 급속히 접근하여 1936년 ‘베를린·로마 추축’을 형성하게 되었다.

### 제2차 세계 대전

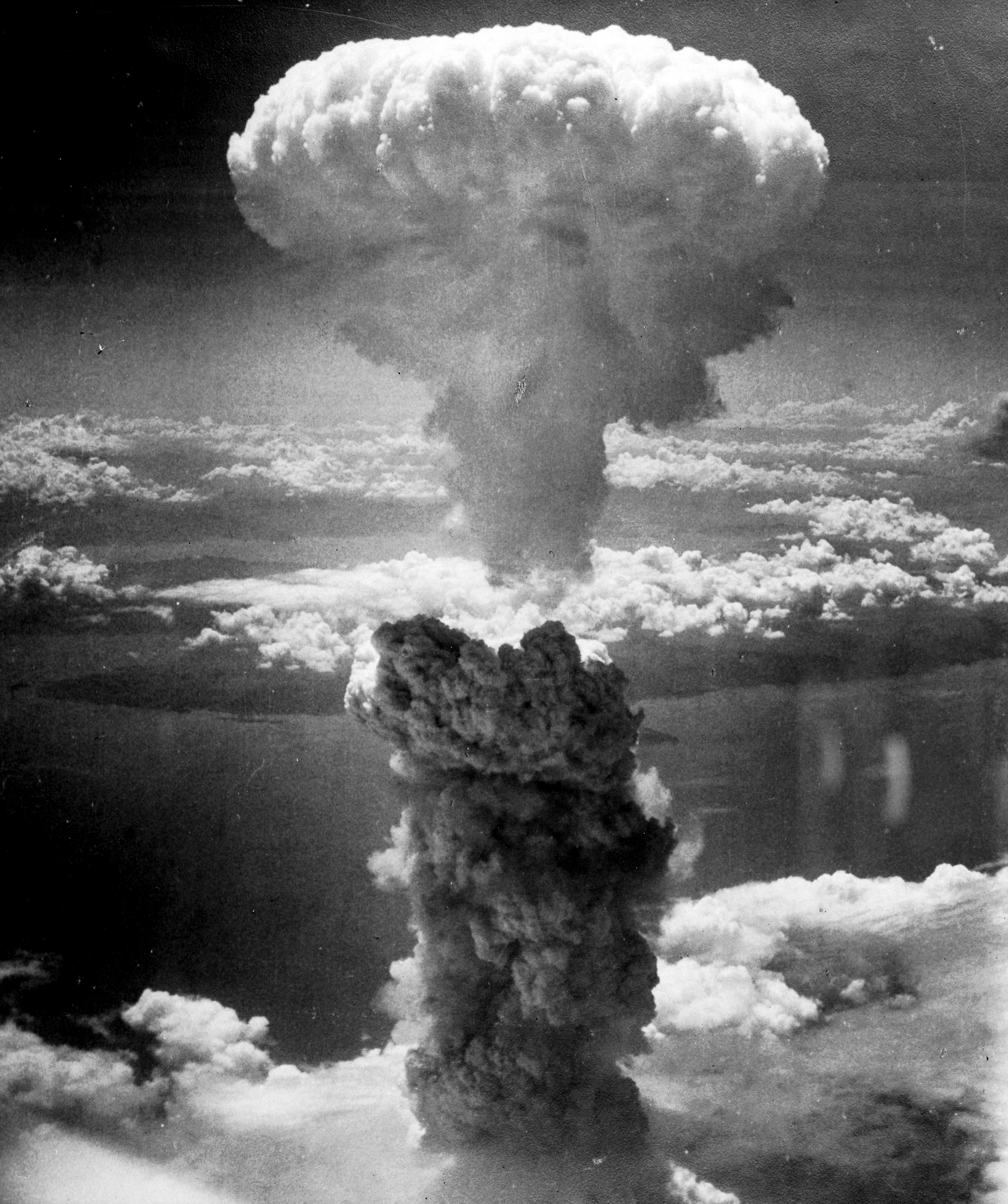
나가사키에 투하된 원자 폭탄, 팻맨. 히로시마와 나가사키에의 원자 폭탄 투하는 일본의 무조건 항복을 이끌어냈으며, 대전을 종결지었다. 대전 이후에는 냉전이라는 새로운 질서가 도래하였다.

일본의 만주 침략을 전사(前史)로 한 제2차 세계 대전의 초기에는 일본·독일·이탈리아의 추축국이 압도적으로 우세하였다. 즉 1939년 9월 나치스 독일의 폴란드 침략으로 시작된 유럽 전선에서 독일군의 전격작전 아래 순식간에 유럽 대륙을 석권하였고, 이탈리아도 독일을 편들어 참전하였다. 조기 승리를 목표로 한 독일군은 영국 본토 상륙작전을 계획하여 1941년 6월에는 소련으로 침입했다. 한편 아시아 지배를 노리는 일본은 1941년 12월 미국을 기습(진주만 공격)하여 여기에서 전세계를 휩쓸어 넣는 대전쟁으로 발전하였다. 그러나 추축국측의 단기결전 계획은 영국 본토 상륙작전의 실패, 소련의 완강한 저항, 물량(物量)이 풍족한 미국의 참전으로 좌절되어 유럽에서는 1943년초의 스탈린그라드 공방전에서 소련군의 승리를 계기로 전세가 점차로 연합국에 유리해졌다. 아시아에서도 강렬한 중국의 대일 항전, 태평양에 있어서 미군의 반격 앞에 일본군의 후퇴는 어쩔 수 없는 것이었다. 1943년 이탈리아가 항복하고, 더욱이 유럽의 서쪽에서는 영국과 미국의, 동쪽에서는 소련군의 맹추격을 만나 1945년 4월 베를린이 함락되자 독일도 항복해 버렸다. 고립된 일본 또한 동년 8월 15일에 항복하여 드디어 미증유의 대전도 연합국측의 승리로 종결되었다.

### 전후 경제성장과 냉전
1945년 4월 5일 종전 이후 유럽에서는 한동안 대규모 인구 이동이 이뤄졌다. 우선 나치 독일의 패망으로 투옥됐던 수백만 명의 전쟁 포로와 징용 노동자들이 풀려났고 500만 명에 달하는 러시아인 포로와 난민이 본국으로 송환되었다. 유럽의 국경선 역시 얄타 회담과 포츠담 회담에서 승전국이 결정한 사항에 따라 재배정되었다. 독일-오스트리아 연맹은 해체되었고, 영토의 일부는 폴란드와 소련 측으로 넘어갔으며 나머지 독일과 오스트리아는 4강이 관할하는 점령지로 분할되었다. 이후 오스트리아는 1955년 영세 중립국으로서 독립을 획득하였다. 하지만 독일에서는 1948년부터 자본주의와 공산주의 진영이 대립하는 냉전이라는 새로운 체제가 자리잡는 과정에서 두 진영의 협력관계가 파기되었다. 1947년 영국과 미국은 각자의 점령지를 통합해 서독 정부 수립을 준비하였고, 소련은 베를린 장벽을 설치하며 자신의 점령지에 동독이라는 준독립국 수립을 준비하였다. 서독과 동독은 1949년에 수립되었다.
1948년 중앙유럽 국가들은 모두 공산주의 진영에 놓이게 되었으며 스탈린주의 생산 방식에 힘입어 경제 성장을 이루어 갔다. 서유럽 국가들은 1947년부터 시작된 미국의 마셜 플랜으로 대표되는 원조 덕분에 매년 급격한 성장을 이뤄가며 경제 기적을 이루었다. 양 진영은 각각 북대서양조약기구와 바르샤바조약기구라는 군사 블록과, 유럽공동체-자유무역협정과 경제상호원조회의라는 경제 블록을 성립하기도 하였다.

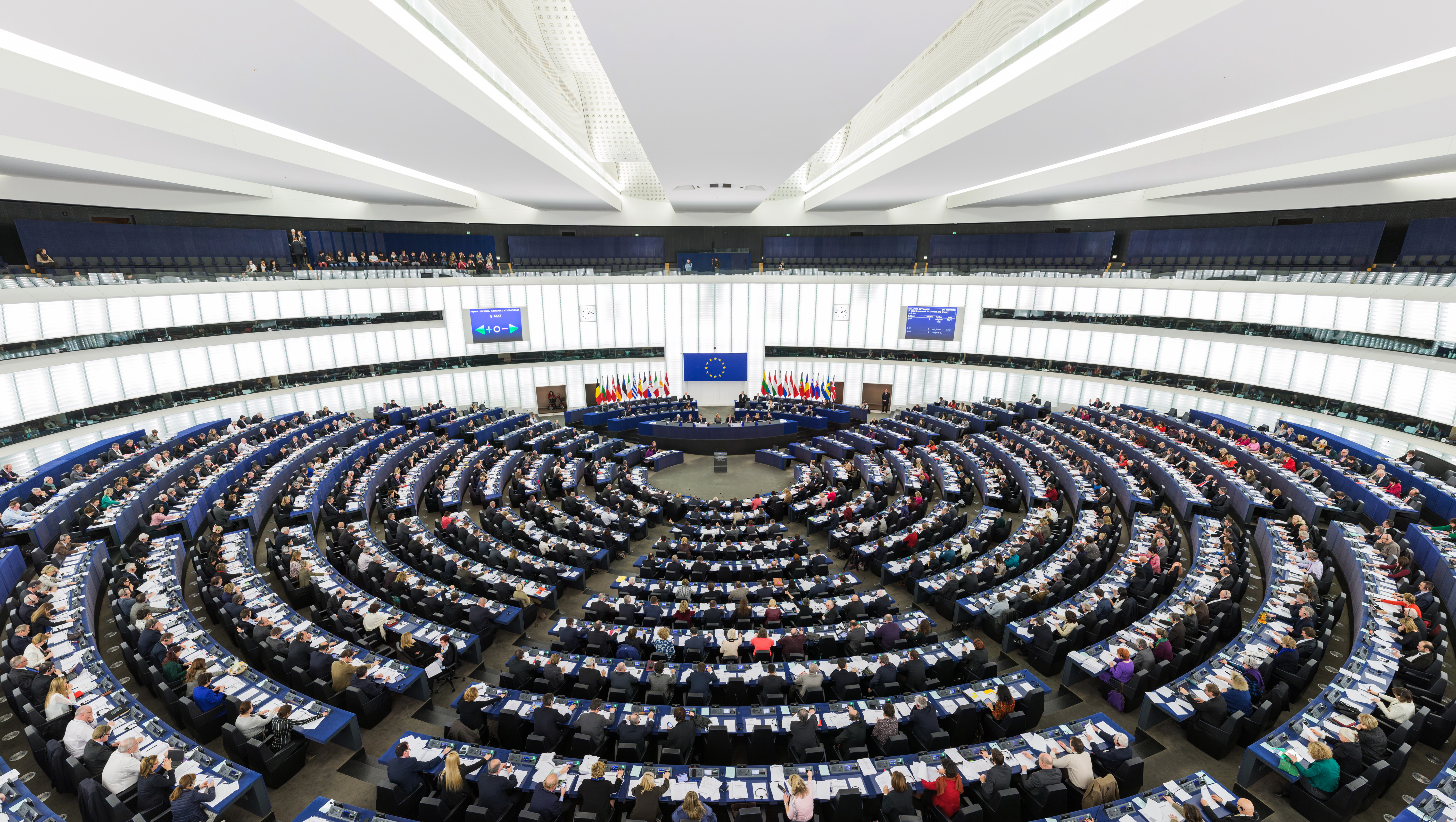
유럽 의회

1973년 산유국들이 유가를 3배 정도로 올리며 가격 인플레이션을 일으키는, 이른바 오일 쇼크를 단행하면서, 유럽에서는 생산성과 이윤율이 하락하고 실업률이 상승하며 광범위한 노동 운동이 발생하였고, 단기적인 경기 침체를 가져왔다. 이에 따라 서유럽에서는 더 광범위한 경제적 통합의 필요성이 제기되었으며, 1960년대 유럽경제공동체(EEC)가 결성되는 계기가 되었다. 출범 당시에는 6개국에 불과하였지만 1973년 영국, 아일랜드, 덴마크가 가입하였고 1981년에는 그리스가, 1986년에는 스페인과 포르투갈이 가입하면서 공동체의 영역이 확장되었다. 이에 따라 1985년 유럽경제공동체는 자유 무역을 지향하는 단일시장 창설에 합의하였으며, 1991년에는 마스트리흐트 조약을 체결하게 되었다. 유럽경제공동체는 1995년 '유럽 연합' (EU)로 이름을 바꾸었고, 같은해 오스트리아와 핀란드, 스웨덴이 가입하였으며, 1999년에는 단일 통화인 유로를 도입하기에 이르렀다.
1989년 베를린 장벽이 무너진 이후 징병제였던 거의 대부분의 유럽 국가들이 병역 제도를 모병제로 바꾸기에 이른다.

## 같이 보기
- 지중해의 역사
- 국가 독립 연도에 따른 나라 목록
- 유럽 연합의 역사 연표

## 참고 문헌
- 이 문서에는 다음커뮤니케이션(현 카카오)에서 GFDL 또는 CC-SA 라이선스로 배포한 글로벌 세계대백과사전의 내용을 기초로 작성된 글이 포함되어 있습니다.